# Liste d'abréviations en santé
 (mai 2013).
Si vous disposez d'ouvrages ou d'articles de référence ou si vous connaissez des sites web de qualité traitant du thème abordé ici, merci de compléter l'article en donnant les références utiles à sa vérifiabilité et en les liant à la section « Notes et références ».
Cette page présente des sigles et abréviations utilisés plus ou moins couramment dans le domaine de la santé en langue française.
Les abréviations sont d'usage courant en santé, certaines étant connues de la presque totalité des différents intervenants en médecine, d'autres sont diverses selon les utilisateurs pour désigner la même chose, d'autres encore sont plus confidentielles ou utilisées seulement dans certains domaines très spécialisés. Lors d'une enquête dans un hôpital anglais, près de 20 % de celles qui sont utilisées dans les dossiers de patients ne sont pas citées dans les dictionnaires médicaux.
Certaines de ces abréviations viennent de langues étrangères, l'anglais très majoritairement, sans jamais avoir été traduites.
Plusieurs abréviations peuvent également signifier des choses très différentes et porter alors à confusion : IVG pour « insuffisance ventriculaire gauche » ou « interruption volontaire de grossesse », par exemple, et parfois occasionner des erreurs. Mais le plus souvent le contexte oriente vers une signification et une seule, sans ambigüité. Dans le cas de la prescription de médicaments, l'usage de ces abréviations serait responsable de près de 5 % des erreurs, à tel point qu'une commission américaine a édité une liste « Do Not Use » pointant les erreurs les plus courantes. Il vaut donc mieux alors ne pas les utiliser.
La plupart de ces abréviations et sigles ne comportent pas de références mais des liens hypertextes renvoyant à leur signification où les références sont nombreuses.
- Haut – A
- B
- C
- D
- E
- F
- G
- H
- I
- J
- K
- L
- M
- N
- O
- P
- Q
- R
- S
- T
- U
- V
- W
- X
- Y
- Z

## Symboles
- + : positif (utilisé après une abréviation, indique sa positivité [s'il s'agit d'un test] ou sa présence [s'il s'agit d'un signe, d'un symptôme ou d'une maladie]. Par exemple « BHA+ » signifie « présence de bruits hydroaériques » et « VIH+ » indique la positivité d'un test VIH.)
- − : négatif (utilisé après une abréviation, indique sa négativité [s'il s'agit d'un test] ou son absence [s'il s'agit d'un signe, d'un symptôme ou d'une maladie]. Par exemple « ROT -/- » indique une absence des réflexes ostéo-tendineux des deux côtés et « HER2− » désigne l'absence d'expression du gène HER2.)

## Chiffres
- 3T : tritronculaire
- 3TC : 2,3-didéoxy-3-thiacytidine
- 5-FU : 5-fluroro-uracile
- 5-HiAA : 5-hydroxyindole acetic acid, synonyme de A5HIA[3],[4]
- 5-HT : 5-hydroxytryptamine (sérotonine)
- 5-HTR : 5-hydroxytryptamine receptor (récepteur de la sérotonine)
- 6-MAM : 6-monoacétylmorphine

## Lettres grecques
- γ (gamma) : gamète
- γGT (gamma-GT) ou GGT : gamma-glutamyltranspeptidase[5]
- Δg : (delta-g) : diagnostic
- Φ (phi) : physiologique
- Σ (sigma) : syndrome

## A
- A : adénine ou alanine
- A1At : α-1-antitrypsine (aussi αAT ou AAT)
- A5HIA : acide 5-hydroxyindolacétique (synonyme de 5-HiAA, 5-Hydroxyindoleacetic acid en anglais)[3],[4]
- AA : aorte ascendante, affection actuelle, acide aminé, air ambiant, anti-arthrosique ou allaitement artificiel[6]
- AAA : anévrisme de l'aorte abdominale ou abcès apical aigu
- AAB : abdomen à blanc équivalent (ou synonyme) d'ASP (abdomen sans préparation)
- AAC : allergies alimentaires croisées, angiopathie amyloïde cérébrale ou acide acétylsalicylique
- AAE : alvéolite allergique extrinsèque ; Acides Aminés Essentiels
- AAG : asthme aigu grave ou alopécie androgénogénétique
- AAH : allocation aux adultes handicapés
- AAI: Acides Aminés Indispensables
- AAL : acide alpha-lipoïque
- AAM : anticorps anti-mitochondries (en)
- AAN : anticorps antinucléaire
- AAP : amputation abdominopérinéale (en), antiagrégant plaquettaire, artère auriculaire postérieure ou anévrisme de l’artère poplitée
- AAq : anti-angiogénique
- AAR : antiarythmique
- AAS : acide acétylsalicylique
- AASAL : anti arthrosique d'action lente
- AAT : α-1-antitrypsine (αAT)
- AAV : adeno-associated virus (virus adéno-associé)
- AB : aspiration bronchique
- ABC : ATP Binding Cassette
- ABCD : absence bilatérale des canaux déférents ou albinism, black lock, cell migration and deafness
- ABCDE : Asymétrie, Bords irréguliers, Couleur inhomogène, Diamètre supérieur à 6 mm, Évolution (critères du mélanome)
- ABCDEF : procédure ABCDEF de traitement des urgences extrahospitalières
- ABG : antibiogramme
- ABP : antibioprophylaxie
- ABPA : aspergillose bronchopulmonaire allergique
- ABQA : acide benzoquinone acétique
- ABRI : Acinetobacter baumannii intermédiaire/résistant à l'imipénème
- ABT : antibiothérapie
- AC ou ACR : arrêt cardiaque ou arrêt cardiorespiratoire
- AC : (ante cibum) avant le repas (préprandial), anticorps, anticoagulé, anticoagulant
- ACA : acrodermatite chronique atrophiante ou artère cérébrale antérieure
- ACAN : anticorps antinucléaire
- ACC : anterior cingulate cortex (cortex cingulaire antérieur) ou arrêt cardiocirculatoire
- ACCA : ancien chef de clinique assistant
- ACD : angle colique droit ou acidocétose diabétique
- ACh ou Ach : acétylcholine
- ACE : antigène carcinoembryonnaire[5], arrière cavité des épiploons ou artère carotide externe
- ACFA : arythmie complète par fibrillation atriale
- ACG : autocontrôle de la glycémie
- ACI : artère carotide interne
- ACJ : arthrite chronique juvénile
- ACLF : acute on chronic liver failure (décompensation aigüe sur cirrhose)
- ACM : artère cérébrale moyenne
- ACOD : anticoagulant oral direct est synonyme de AOD ou de NACO (nouvel anticoagulant oral)
- ACOMI : artériopathie chronique oblitérante des membres inférieurs
- ACOS: BPCO + Asthme
- ACP : artère ciliaire postérieure
- ACPA : anticorps dirigés contre les protéines citrullinées
- ACR : arrêt cardiorespiratoire, albumine:creatinine ratio
- ACSOS : agressions cérébrales secondaires d'origine systémique[7]
- ACT : artemisinin-based combination therapy (thérapie combinée à base d'artémisinine)
- ACTH : adrenocorticotropic hormone (hormone corticotrope ou corticotropine)[5]
- ACTP : angioplastie coronarienne transluminale percutanée
- ACV : arrêt cardioventilatoire, (anciennement : accident cérébrovasculaire) ou aciclovir
- ad : jusqu'à[8]
- AD : auricula dexter (atrium droit), arcades dentaires, autosomique dominant ou antidépresseur
- ADAMTS-13 : A disintegrin and metalloprotease with thrombospondin type I repeats-13
- ADC : apparent diffusion coefficient (coefficient de diffusion apparent)
- AD3C : antidépresseurs tricycliques
- ADCC : antibody-dependent cell-mediated cytotoxicity (cytotoxicité à médiation cellulaire dépendante des anticorps)
- AdD : accident de décompression
- ADE : Antibody-dependant enhancement (facilitation de l'infection par des anticorps)
- ADEM : acute disseminated encephalomyelitis (encéphalomyélite aigüe disséminée)
- ADH : antidiuretic hormone (hormone antidiurétique)[5] ou alcool déshydrogénase
- ADK : adénocarcinome
- ADL : Activities of Daily Living (activités de la vie quotidienne)
- ADMD : Association pour le droit de mourir dans la dignité
- ADME : absorption, distribution, métabolisme, élimination
- ADN : acide désoxyribonucléique[5]
- ADO : antidiabétiques oraux
- ADP : adénopathie, adénosine diphosphate ou antidépresseur polycyclique
- ADPKD : autosomal dominant polycystic kidney disease (polykystose rénale autosomique dominante)
- ADT : accident du travail
- ADULT : acro-dermato-ungueal-lacrymal-tooth (syndrome acro-dermato-unguéal-lacrymo-dentaire)
- AdVC : accident de la vie courante
- AE : antiépileptique, acrodermatite entéropathique
- AEC : altération de l'état de conscience (confusion)
- AEG : altération de l'état général
- AEEH : allocation d'éducation de l'enfant handicapé
- AEJ : apport énergétique journalier
- AEMO : action éducative en milieu ouvert
- AEMOR ou AEMO-R : AEMO renforcée
- AEP : angine érythématopultacée
- AES : accident d'exposition au sang, accident d'exposition sexuelle ou autoexamen des seins
- AESP : activité électrique sans pouls
- AET : apport énergétique total
- AEV : accident d'exposition au risque de transmission virale
- AF : antécédent familial
- AFP : alpha-fœtoprotéine
- AFU : association française d'urologie
- Ag : antigène ou argent
- AG : anesthésie générale, acide gras ou appareil de Golgi
- AGE : acide gras essentiel
- AGF : angiographie à la fluorescéine
- AGGIR : autonomie, gérontologie, groupe iso-ressources
- AGL : acide gras libre
- AGMI : apport en graisses mono-insaturées
- AGPI : acide gras polyinsaturé, apports en graisses poly-insaturées
- AGNE : acide gras libre non estérifié
- AGS : apport en graisses saturées
- AGT : amnésie globale transitoire, alanine glyoxalate aminotransférase
- AHH : axe hypothalamo-hypophysaire
- AHAI : anémie hémolytique auto-immune
- AHR : aryl hydrocarbon receptor (récepteur d'aryl hydrocarbone)
- AI : angor instable, auto-immun ou aide inspiratoire
- AIA : anastomose iléoanale, auto-injecteur d'adrénaline
- AIAP : arthrose interapophysaire postérieure
- AIC : accident ischémique constitué ou angle irido-cornéen
- AIM : accident iatrogène médicamenteux
- AIN : anal intraepithelial neoplasia (néoplasie anale intraépithéliale)
- AINOC : anesthésie inhalée à objectif de concentration
- AINS : anti-inflammatoire non stéroïdien[5]
- AIP : acute interstitial pneumonia (pneumonie interstitielle aigüe)
- AIPP : atteinte à l'intégrité physique ou psychique
- AIR : association des insuffisants respiratoires ou anastomose iléorectale
- AIRE : auto-immune regulator
- AIS : adénocarcinome in situ ou anti-inflammatoire stéroïdien
- AIT : accident ischémique transitoire
- AITL : angioimmunoblastic T-cell lymphoma (lymphome T angioimmunoblastique)
- AIVOC : anesthésie intraveineuse à objectif de concentration
- AJI : arthrite juvénile idiopathique
- AJPP : allocation journalière de présence parentale
- AK : akinésie
- AL : anesthésie locale
- all : allergie
- ALAT : alanine aminotransférase[5]
- ALB : albumine
- ALD : affection longue durée[5], adrénoleucodystrophie ou aliments lactés diététiques
- ALG : allergie
- ALK : anaplastic lymphoma kinase (kinase du lymphome anaplastique)
- ALM : acral lentiginous melanoma (mélanome lentigineux acral)
- ALP : anesthésie locale paracervicale
- ALPS : (autoimmune lymphoproliferative syndrome) syndrome lymphoprolifératif avec auto-immunité
- ALR : anesthésie locorégionale
- ALS : auscultation libre et symétrique
- ALT : lambeau libre antérolatéral de cuisse
- AM : allaitement maternel, assurance maladie ou avant midi
- AME : aide médicale d'État ou allaitement maternel exclusif
- AMG : amaigrissement, arc moyen gauche (radio thorax)
- AMH : (anti-müllerian hormone) hormone de régression müllérienne
- AMI : artère mésentérique inférieure
- AMIR : anomalie microvasculaire intrarétinienne
- AMM : autorisation de mise sur le marché[5]
- AMO : ablation du matériel d'ostéosynthèse
- AMP : adénosine monophosphate, aide médicale à la procréation ou ampoule[8]
- AMPc : AMP cyclique[5]
- AMS : aire motrice supplémentaire, artère mésentérique supérieure ou aminosalicylé
- AMSOS : agressions médullaires secondaires d'origine systémique
- AMT : automesure tensionnelle, mesure de la tension artérielle effectuée par le patient avec un tensiomètre domestique
- AMV : acide mévalonique
- ANA : anticorps antinucléaires
- ANC : apports nutritionnels conseillés
- ANCA : anti neutrophilic cytoplasm antibody (anticorps anticytoplasme des polynucléaires neutrophiles)[5]
- ANO (+) : AID positif
- ANOCA : Angina with No Obstructive Coronary Arteries (angine sans obstruction des artéres coronaires)
- ANP : aspiration nasopharyngée ou Atrial Natriuretic Peptide (peptide anti-natriurétique)
- ANSM : Agence nationale de sécurité du médicament et des produits de santé
- AO : angioedème
- AOC : atteinte d’organes cibles, albinisme oculo-cutané
- AOD : anticoagulant oral direct (synonyme de ACOD ou de NACO (nouvel anticoagulant oral))
- AOMI : artériopathie oblitérante des membres inférieurs
- AOU : artère ombilicale unique
- AP : artère pulmonaire, anévrisme poplité, accouchement prématuré, attaque de panique, antipsychotique, antiparkinsonien, abdomino-pelvien, ambulance privée, alimentation parentérale ou activité physique
- APA : allocation personnalisée d'autonomie ou activité physique adaptée
- APACHE : acral pseudolymphomatous angiokeratoma of children
- APB : anesthésie péribulbaire
- APC : avec produit de contraste
- APD : anesthésie péridurale
- APECED : Autoimmune PolyEndocrinopathy-Candidiasis-Ectodermal Dystrophy (polyendocrinopathie auto-immune de type 1)
- APCN : aspergillose pulmonaire chronique nécrosante
- APGAR : american pediatric gross assessment record[5]
- APHP : Assistance publique - Hôpitaux de Paris
- API : aspergillose pulmonaire invasive
- aPL : (anticorps) antiphospholipide
- APLV : allergie aux protéines du lait de vache
- APM : autonome pour les prises médicamenteuses
- Apo : apolipoprotéine
- APO : administration prophylactique d'ocytocine
- APP : appendicectomie, attelle plâtrée postérieure
- APS : antipaludéen de synthèse, activité physique et sportive
- APSI : atrésie pulmonaire à septum intact ou allergène préparés spécialement pour un individu
- APSO : atrésie pulmonaire à septum ouvert
- APUD : amine precursor uptake and decarboxylation (groupe de cellules captant et décarboxylant des précurseurs d'amines)[5]
- APVP : années potentielles de vie perdues[réf. souhaitée]
- AQP : aquaporine
- AR : autosomique récessif ou anesthésiste-réanimateur
- ARA : American rheumatism association
- ARA2 ou ARA II : antagoniste des récepteurs de l'angiotensine II[9]
- ARC : anticoagulation régionale au citrate
- ARCF : anomalie du rythme cardiofœtal
- ARD : ankyrin repeat containing domain (répétition ankyrine)
- ARDS / SDRA : syndrome de détresse respiratoire aigüe (acute respiratory distress syndrome)
- ARH : agence régionale de l'hospitalisation
- ARM : angiographie par résonance magnétique (ou angio-IRM), assistant de régulation médicale
- ARMM : antirhumatismaux modificateurs de la maladie
- ARN : acide ribonucléique[5]
- ARNm : ARN messager[5]
- ARS : Agence régionale de santé
- ARV : antirétroviral
- AS : aide-soignant, assistant social, auricula sinister (oreillette ou atrium gauche), agression sexuelle ou apport suffisant
- ASS : assistant de service social
- ASA : American Society of Anesthesiologists pour la classification du risque opératoire[5] ou acetylsalicylic acid (acide acétylsalicylique)
- ASAT : aspartate aminotransférase[5]
- ASC : aire sous la courbe
- ASCOD : Atherosclerosis, Small-vessel disease, Cardiac pathology, Other, Dissection (codification du bilan étiologique d’un infarctus cérébral)
- ASD : abdomen souple et dépressible
- ASDI : abdomen souple, dépressible et indolore
- ASE : aide sociale à l'enfance
- ASH : agent des services hospitaliers
- ASI : autosondages intermittents
- ASIA : anévrisme du septum interatrial ou score ASIA (en)[10]
- ASLO : antistreptolysine O (anticorps)[5]
- ASMR : amélioration du service médical rendu
- ASMS : analogue de la somatostatine
- ASP : abdomen sans préparation, avortement spontané précoce ou Amnesis shellfish poisoning (intoxication amnésique par les mollusques)
- ASV : appareil sous-valvulaire
- ATA : atmosphère technique absolue
- AT : accident du travail ou arrêt de travail
- AT1 : angiotensine I
- AT2 : angiotensine II
- ATB : arbre trachéo-bronchique ou antibiotique
- ATC : angioplastie transcoronarienne, antidépresseur tricyclique ou anticoagulant
- ATCD : antécédents
- ATD : antidépresseur
- ATF : antifongique
- ATG : anti-transglutaminase (anticorps (en)), anti-coagulant
- ATIH : agence technique d'information hospitalière
- ATL : angioplastie transluminale
- ATL : aspirin triggered epilipoxin (en)
- ATM : articulation temporo-mandibulaire
- ATMS : agénésie transverse des membres supérieurs
- ATO : abcès tubo-ovarien
- ATP : adénosine triphosphate[5]
- ATS : antithyroïdien de synthèse, artère temporale superficielle, acute chest syndrome
- ATT : aérateurs transtympaniques
- ATU : autorisation temporaire d'utilisation
- AUC : area under the curve (aire sous la courbe)
- AUDC : acide ursodésoxycholique
- AUSP : arbre urinaire sans préparation
- AV : acuité visuelle ou atrioventriculaire
- AVB : accouchement par voie basse
- AVC : accident vasculaire cérébral[5]
- AVCi : AVC ischémique
- AVD : activités de la vie domestique, anomalie veineuse du développement
- AVF : algie vasculaire de la face
- aVf, aVL, aVr : dérivations électrocardiographiques unipolaires[5]
- AVK : anti-vitamine K[5]
- AVP : accident sur la voie publique ou arginine vasopressine
- AVQ : activités de la vie quotidienne
- AVT : atrophie villositaire totale
- AWIPH : Agence wallonne pour l'intégration des personnes handicapées
- AZF : azoospermia factor
- AZM : azithromycine
- AZT : azidothymidine

- Haut – A
- B
- C
- D
- E
- F
- G
- H
- I
- J
- K
- L
- M
- N
- O
- P
- Q
- R
- S
- T
- U
- V
- W
- X
- Y
- Z

## B
- BAAR : bacille acido-alcoolo-résistant
- BABP : plâtre brachio-antébrachio-palmaire
- BAC : barrière alvéolocapillaire
- BAN : battement des ailes du nez
- BAT : biopsie de l'artère temporale → artérite à cellules géantes
- BAV : bloc atrio-ventriculaire, baisse de l'acuité visuelle ou bas à varice
- BAVU : ballon autoremplisseur à valve unidirectionnelle
- BB : bébé ou bêta-bloquant
- BBBB : bébé bouge bien
- BBD : bloc de branche droit
- BBE : biopsies bronchiques étagées
- BBG : bloc de branche gauche
- BBK : signe de Babinski
- BBS : maladie de Besnier-Boeck-Schaumann (sarcoïdose)
- BC : bradycardie
- BCF : bruit du cœur fœtal
- BCG : bacille de Calmette et Guérin[5]
- BCMD : base des causes médicales de décès
- BD : bronchodilatateur
- BDA : bouffée délirante aigüe
- BDB : bloc de branche
- BdC : bruits du cœur ou bouffée de chaleur
- BDCA : bronchodilatateur de courte durée d'action
- BDLA : bronchodilatateur de longue durée d'action
- BDP : bronchodysplasie
- BEA : bonne entrée d'air (BEAx2 pour les deux poumons)
- BEG : bon état général
- BEH : bulletin épidémiologique hebdomadaire
- BEPS : brevet européen de premiers secours
- BES : bien-être social ou bilan électrolytique sanguin (variante régionale toulousaine désignant le ionogramme plasmatique)
- BEU : bilan électrolytique des urines (variante régionale toulousaine désignant le ionogramme urinaire)
- BGN : bacille gram négatif
- BGP : bacille gram positif
- BGSA : biopsies des glandes salivaires accessoires[11]
- BH : bilan hépatique ou, plus rarement, bilan d’hémostase
- BHA : bruits hydroaériques
- BHC : bilan hépatique complet
- BHD : buprénorphine haut dosage (Subutex)
- BHE : barrière hémato-encéphalique
- BHR : bactéries hautement résistantes ou barrière hématorétinienne
- BHRe : bactéries hautement résistantes (aux antibiotiques) émergentes
- BID : (bis in die) deux fois par jour
- BIP : diamètre bipariétal
- BIS : index bispectral
- BIT : bithérapie
- BK : bacille de Koch[5]
- BLAISE : Blaschko linear acquired inflammatory skin eruption (lichen striatus)
- BLP : bandelette longitudinale postérieure
- BLSE : bêta-lactamase à spectre élargi (ou étendu)
- BM : biopsie médullaire ou brûlures mictionnelles
- BMI (body mass index) : indice de masse corporelle
- BMP : bone morphegenic protein
- BMR : bactérie multirésistante aux antibiotiques
- BNM : besoin nutritionnel moyen
- BNP : Brain Natriuretic Peptide
- BOC : bande oligoclonale
- BOM : biopsie ostéomédullaire
- BOOP : bronchiolite oblitérante avec pneumopathie organisée
- BoNT : neurotoxine botulique
- BOS : Buschke-Ollendorff syndrome (syndrome de Buschke-Ollendorff)
- BOT : tumeur bénigne borderline
- BP : blood patch
- BPC : bilan phosphocalcique
- BPCO : bronchopneumopathie chronique obstructive[5]
- BPM ou bpm : battements par minute
- BPO : Bilan préopératoire
- BRAIN : Bénéfices, Risques, Alternatives, Intuition et Nothing
- BREF : batterie rapide d'efficience frontale
- BS : bilan sanguin ou bonne santé
- BSA : bruit surajouté ou bloc sino-atrial (= bloc sino-auriculaire)
- BSAD : bourse sous-acromio-deltoïdienne
- BSH : bonne santé habituelle, biosurveillance humaine
- BTA : balancement thoraco-abdominal
- Btk : Bruton's tyrosine kinase (tyrosine kinase de Bruton)
- BTTA : botulinum toxin type A (toxine botulique)
- BTU : benzythio-uracile
- BU : bandelette urinaire
- BUD : bilan urodynamique
- BUM (fiche) : fiche de bon usage du médicament
- BUN : blood urea nitrogen (azote uréique sanguin, marqueur de la fonction rénale)
- BUT : break up time (test de rupture lacrymale)
- BVM : bouffées vasomotrices
- Bx : biopsie
- BZD : benzodiazépine (psychotrope anxiolytique)

- Haut – A
- B
- C
- D
- E
- F
- G
- H
- I
- J
- K
- L
- M
- N
- O
- P
- Q
- R
- S
- T
- U
- V
- W
- X
- Y
- Z

## C
- C : cytosine ou cystéine
- C+A : culture + antibiogramme
- C1G : céphalosporine de première génération
- C2G : céphalosporine de deuxième génération
- C3G : céphalosporine troisième génération
- Ca : calcium ou coqueluche acellulaire (vaccin)
- CA : canal artériel, canal atrio-ventriculaire, chambre antérieure, conduction aérienne, Cancer Antigen (Antigène tumoral)[9] ou complément d'anamnèse
- CAA : chromatographie des acides aminés
- CAARUD : centre d'accueil et d'accompagnement à la réduction des risques pour usagers de drogues
- CABG : coronary artery bypass graft surgery (en) (pontage aorto-coronarien)
- CAC : conscience analytique cérébrale [quoi?] ou centre d'accueil et de crise d'urgence[12]
- CACI : certificat d'absence de contre-indication (à la pratique du sport)
- CADA : commission d'accès aux documents administratifs ou centre d'accueil des demandeurs d'asile
- CADASIL : cerebral autosomic dominant arteriopathy with subcortical infarcts and leukoencephalopathy
- CADET : cercle d'action pour le dépistage, l'exploration et le traitement des troubles visuels
- CADM : clinically amyopathic dermatomyositis (dermatomyosite amyopathique)
- CAE : conduit auditif externe
- CAF : Centre d'aide aux fumeurs
- CAFA : crise aigüe par fermeture de l'angle
- CAI : conduit auditif interne
- CAM : complexe d'attaque membranaire
- CAMSP : centre d'action médico-sociale précoce
- CAP : centre antipoison ou centre d'accueil permanent[13] ou canal artériel persistant
- CAPTV : centre antipoison et de toxicovigilance
- CaSR : Calcium-sensing receptor
- CAT : conduite à tenir[14]
- CATTP : centre d'accueil thérapeutique à temps partiel
- CB : corpuscule de Barr
- CBC : carcinome bronchopulmonaire ou carcinome basocellulaire
- CBCT : cone beam computed tomography
- CBD : cannabidiol
- CBG : cortisol binding globulin (transcortine)
- CBH : syndrome de Claude Bernard-Horner
- CBNPC : cancer bronchique non à petites cellules
- CBP : cholangite biliaire primitive, cancer bronchopulmonaire
- CC : collier ou collet cervical (minerve), choc cardiogénique ou corps cétoniques
- CCA : chef de clinique assistant, chondrocalcinose articulaire ou cortex cingulaire antérieur
- CCAM : classification commune des actes médicaux
- CCG : cellules du complexe ganglionnaire
- CCH : crise convulsive hyperthermique
- CCI : cathéter de chambre implantable, commission de conciliation et d'indemnisation ou carcinome canalaire infiltrant
- CCL : conclusion
- CCMC : candidose cutanéomuqueuse chronique
- CCMH ou CGMH : concentration corpusculaire moyenne en hémoglobine[5]
- CCMR : centre de compétence des maladies rares synonyme de CMR et de CRMR
- CCMU : classification clinique des malades aux urgences
- CCO : charnière cervico-occipitale
- CCP : concentrés des complexes prothrombiniques ou cyclic citrullinated peptides (anticorps anti-peptides citrullinés cyclisés)
- CCQ : céphalée chronique quotidienne
- CCQAM : céphalée chronique quotidienne par abus médicamenteux
- CCR : cancer colorectal
- CCTIRS : Comité Consultatif sur le Traitement de l’Information en matière de Recherche dans le domaine de la Santé (remplacé par le CEREES depuis 2017)
- CCU : critical care unit (unité de soins intensifs) ou cancer du col de l'utérus
- CCVG : chambre de chasse du ventricule gauche
- CD : (artère) coronaire droite
- CDAPH : commission des droits et de l'autonomie des personnes handicapées
- CdC : conférence de consensus
- CDC : center for disease control and prevention
- CdD : circonstances de découverte
- CDME : corne dorsale de la moelle épinière
- CdOM : conseil départemental de l'ordre des médecins
- CDR : coxarthrose destructrice rapide
- CdU : chimie des urines
- CE : cholestérol estérifié, corps étranger ou carcinome épidermoïde
- CEAP : clinique, étiologique, anatomique, physiopathologique
- CEC : circulation extracorporelle[5], carcinome épidermoïde cutané
- CECOS : centre d'étude et de conservation des œufs et du sperme humains
- CED: carotide externe droite
- CEE : choc électrique externe
- CEIO : corps étranger intraoculaire
- CEIP-A : centre d'évaluation et d'information sur la pharmacodépendance et centre d'addictovigilance
- CépiDC : centre d'épidémiologie sur les causes médicales de décès
- CEPS : comité économique des produits de santé
- CEREES : comité éthique et scientifique pour les recherches, les études et les évaluations dans le domaine de la santé (remplace anciennement le CCTRIS depuis 2017)
- CETD : centre d'évaluation et de traitement de la douleur
- CETP : cholesterylester transfer protein (protéine de transfert des esters de cholestérol)
- CF : constipation fonctionnelle
- CFA : compte des follicules antraux , Conflit fémoro-acétabulaire
- CG : chorionic gonadotropin (hormone gonadotrophine chorionique) ou chromatographie gazeuse
- CGA : Comprehensive geriatric assessment (Évaluation gériatrique multidisciplinaire)
- CGH : comparative genomic hybridation (hybridation génomique comparative)
- CGMH : concentration glomérulaire moyenne en hémoglobine (voire CCMH)
- CGN : cocci gram négatif
- CGP : cocci gram positif
- CGR : concentré de globules rouges
- CGRAS : Coordinateur Gestion des Risque Associés au Soins
- CGTC : crise généralisée tonicoclonique
- CH : centre hospitalier, chromosome ou centésimale hahnemannienne en homéopathie
- CHATOD : centre d’hébergement et d’activités thérapeutiques et occupationnelles pour personnes âgées désorientées
- CHC : carcinome hépatocellulaire
- CHD : centre hospitalier départemental
- CHH : complexe hypothalamo-hypophysaire
- CHIP : chimiohyperthermie intrapéritonéale
- CHIVA : cure conservatrice et hémodynamique de l'insuffisance veineuse en ambulatoire
- CHR : centre hospitalier régional
- CHRU : centre hospitalier régional universitaire
- CHS : centre hospitalier spécialisé
- CHSCT : comité d'hygiène, de sécurité et des conditions de travail
- CHSLD : centre d'hébergement et de soins de longue durée
- CHU : centre hospitalier universitaire
- CHUP : chaussure à usage prolongé
- CHUT : chaussure thérapeutique à usage temporaire ou coussin hémostatique d'urgence
- CHX : chirurgie
- CI : cadre infirmier, contre-indication[15], chambre implantable, complexe immun, ou chambre d’isolement
- CIA : communication interatriale
- CIC : complexes immuns circulants
- CICO : cannot intubate, cannot oxygenate
- CICR : Comité international de la Croix-Rouge
- CID : carotide interne droite
- CIDDIST : centre d'information de dépistage et de diagnostic des infections sexuellement transmissibles
- CIE : conscience intuitive extraneuronale
- CIF : classification internationale du fonctionnement
- CIG : carotide interne gauche
- CIK : chlorure de potassium
- CIL: cellule initiatrice leucémique
- CIM : classification internationale des maladies
- CIMI : compression intermittente des membres inférieurs
- CIN : Cervical Intraepithelial Neoplasia (néoplasie intraépithéliale du col de l'utérus, voir colposcopie)
- CINCA : chronique infantile neurologique cutané et articulaire
- CIP : chambre implantable percutanée
- CIRC : centre international de recherche sur le cancer
- CIRE : centre inter-régional d'épidémiologie
- CIS : carcinome in situ
- CISSS : centre intégré de santé et de services sociaux
- CIUSSS : centre intégré universitaire de santé et de services sociaux
- CIV : communication interventriculaire ou cathéter intraveineux
- CIVD : coagulation intravasculaire disséminée[5]
- CJC : consultations jeunes consommateurs
- CJP : critère de jugement principal
- CJS : critère de jugement secondaire
- CK : créatine kinase[5] ou cytokératine
- CL : cholestérol ou condyle latéral
- CLAN : comité de liaison en alimentation et nutrition
- CLAT : centre de lutte antituberculeuse
- CLCC : centre de lutte contre le cancer
- CLE : canal lombaire étroit
- CLI : cellule lymphoïde innée
- CLIC : Centre local d'information et de coordination
- CLIN : comité de lutte contre les infections nosocomiales
- CLOVES : congenital lipomatous overgrowth vascular malformation and epidermal naevi syndrome
- CLP : concentré leucoplaquettaire ou couche leucoplaquettaire
- CLSC : centre local de services communautaires
- CLSM : conseils locaux de santé mentale
- CLU : cortisol libre urinaire
- CLUD : comité de lutte contre la douleur
- CM : chylomicron
- CMA : centre médical des armées
- CMB : concentration minimale bactéricide ou circonférence musculaire brachiale
- CMC : carpométacarpien
- CMD : cardiomyopathie dilatée
- CME : commission médicale d'établissement
- CMF : chirurgie maxillofaciale ou cytométrie en flux
- CMG : cardiomégalie
- CMH : cardiomyopathie hypertrophique, cardiomyopathie hypertensive, complexe majeur d'histocompatibilité ou comité du médicament à usage humain
- CMI : cardiologie médicale interventionnelle, cardiomyopathie ischémique, concentration minimale inhibitrice, certificat médical initial
- CMIL : Comité médical international de Lourdes
- CML : cellule musculaire lisse
- CMO : cardiomyopathie obstructive
- CMP : centre médicopsychologique ou cardiomyopathie
- CMPP : centre médicopsychopédagogique
- CMR : centre de maladies rares, synonyme de CCMR et de CRMR
- CMRO2 : cerebral metabolic rate for oxygen
- CMS : Consensus Molecular Subgroups
- CMT : cancer médullaire de la thyroïde, courbe ménothermique, maladie de Charcot-Marie-Tooth ou cécité monoculaire transitoire.
- CMU : couverture maladie universelle
- CMUc : couverture maladie universelle complémentaire
- CMV : cytomégalovirus[5]
- CMVI : comité des maladies liées aux voyages et des maladies d'importation
- CN : colique néphrétique, clarté nucale ou cerveau neuronal
- CNA : colique néphrétique aigüe
- CNC : complexe de Carney[16]
- CND : cannabidiol
- CNEDiMTS : commission nationale d'évaluation des dispositifs médicaux et des technologies de santé
- CNEMFO : complexe naso-ethmoïdo-maxillo-fronto-orbitaire
- CNH : certificat de non-hospitalisation
- CNO : compléments nutritionnels oraux
- CNOM : conseil national de l'ordre des médecins
- CNPC : carcinome non à petite cellule
- CNR : centre national de référence
- CNS : conférence nationale de santé
- CNV : copy number variation (variabilité du nombre de copies)
- co : comprimé (médicaments, au Canada)
- CO : contraceptifs oraux, conduction osseuse ou monoxyde de carbone[5]
- CODIS : centre opérationnel départemental d'incendie et de secours
- COMT : catéchol-O-méthyl-transférase (enzyme de dégradation des catécholamines)
- COP : contraception œstroprogestative
- COP : pneumonie cryptogénique organisée
- COPS : commission relative à l'organisation de la permanence des soins, calcinosis osteoma poikiloderma skeleta abnormalities
- COS : commandant des opérations de secours
- COVID : Maladie à coronavirus  (coronavirus disease)[9]
- COVIRIS : Comité de Vigilance et de Gestion des Risques
- COX : cyclooxygénase
- cp. : comprimé
- CPA : concentré plaquettaire d'aphérèse, cellule présentatrice d'antigène, cœur pulmonaire aigu ou consultation préanesthésique
- CPBDM : céphalées post-brèche dure-mérienne
- CPBIA : contrepulsion par ballonnet intraaortique
- CPC : cœur pulmonaire chronique, cavité pyélocalicielle ou cancer à petites cellules
- CPDN : centre pluridisciplinaire de diagnostic prénatal
- CPE : cholangiopancréatographie endoscopique
- CPEO : chronic progressive external ophthalmoplegia (en) (ophtalmoplégie externe progressive chronique)
- CPF : cancer primitif du foie
- CPIA : contre-pulsion intra-aortique
- CPIRM : cholangio-pancréato-IRM
- CPK : créatine phosphokinase[5]
- CPL: court péronier latéral
- CPN : consultation prénatale
- CPP : Comité de Protection des Personnes
- CPPD: Chondrocalcinose//Pseudogoutte
- CPPo : complications pulmonaires postopératoires
- CPRE : cholangiopancréatographie rétrograde par voie endoscopique
- CPS : concentré plaquettaire standard ou carte des Professionnels de Santé
- CPT : capacité pulmonaire totale
- CPV : canal péritonéo-vaginal
- CQ : chloroquine
- CNIL : Commission Nationale de l'Informatique et des Libertés
- CR : compte-rendu
- CRA : centre ressources autisme
- CRAT : centre de référence sur les agents tératogènes
- CRC : centre de ressources et de compétences
- CRCC : carcinome rénal à cellules claires
- CRCDC : centre régional de coordination des dépistages des cancers
- CRCI : commission régionale de conciliation et d'indemnisation
- CREX : comité de retour d'expérience
- CRF : capacité résiduelle fonctionnelle ou centre de réadaptation fonctionnelle
- CRH : corticotropin releasing hormone (corticolibérine)[5] ou compte-rendu d'hospitalisation
- CRIP : cellule de recueil des informations préoccupantes
- CRO : compte-rendu opératoire
- CRMR : centre de référence maladies rares (synonyme de CCMR et de CMR)
- CRP : C reactive protein (protéine C réactive)[5]
- CRPV : centre régional de pharmacovigilance[17]
- CRRA : centre de réception et de régulation des appels (15 du Samu)
- CRRMP : comité régional de reconnaissance des maladies professionnelles
- CRS : crise rénale sclérodermique
- CRTP : carcinome rénal tubulopapillaire
- CRU : compte rendu des urgences
- CRUQ : commission des relations avec les usagers et de la qualité de la prise en charge
- CS : caractère sexuel, consultation ou corticostéroïde
- CsA ou CSA : ciclosporine A
- CSAPA : centre de soins, d'accompagnement et de prévention en addictologie
- CSBM : consommation de soins et de biens médicaux
- CSC : canal semi-circulaire ou carcinome spinocellulaire
- CSH : cellule souche hématopoïétique
- CSI : corticostéroïde inhalé
- CSO : corticostéroïde oral
- CSP : cholangite sclérosante primitive ou code de la santé publique
- CSS : syndrome de Churg-Strauss ou Conseil supérieur de la santé
- CSSS : centre de santé et de services sociaux
- CST : coefficient de saturation de la transferrine
- CT : cholestérol total
- CTA : computed tomography angiography (angioscanner)
- CTAP : computed tomography during arterial portography
- CTC : corticoïdes ou crise tonicoclonique
- CTF : capacité totale de fixation (du fer par la transferrine)
- CTh : chimiothérapie
- CTMSP : classification par types en milieu de soins et services prolongés
- CTO : chronic total occlusion (occlusion totale chronique d'une artère coronaire)
- CTSA : centre de transfusion sanguine des armées
- CTTE : céphalées de type tension épisodiques
- CTX : crosslaps sériques
- CU : contraction utérine ou cuivre
- CUP : concentré d'unités plaquettaires
- CV : capacité vitale, champ visuel, charge virale, contre-visite, cordes vocales, cardiovasculaire ou maladie cardiovasculaire
- CVC : circulation veineuse collatérale
- CVD : cardiovascular disease (maladie cardiovasculaire)
- CVF : capacité vitale forcée ou capacité vitale fonctionnelle
- CVL : capacité vitale lente
- CVO : crise vaso-occlusive
- CvO2 : contenu veineux en oxygène
- CVQ : cerveau vibratoire quantique
- CVT : capacité vitale totale
- CVVH : continuous veno-venous hemofiltration : voir hémofiltration
- CX : (artère) circonflexe (branche de la coronaire gauche)
- CYP : cytochrome P450

- Haut – A
- B
- C
- D
- E
- F
- G
- H
- I
- J
- K
- L
- M
- N
- O
- P
- Q
- R
- S
- T
- U
- V
- W
- X
- Y
- Z

## D
- D : aspartate, acide aspartique ou droit
- D+, d+, dl, dlr : douleur
- DI, DII, DIII : dérivations frontales sur l'électrocardiogramme
- D1 : iodothyronine désiodase de type 1
- D2 : iodothyronine désiodase de type 2
- D2T5 : vaccin anti-diphtérique divalent et anti-tétanique pentavalent
- D3 : iodothyronine désiodase de type 3
- D4T : stavudine
- DA : délivrance artificielle, dissection aortique, douleur abdominale, directives anticipées, dopamine ou dermatite atopique
- DAAP : double anti-agrégation plaquettaire
- DAC : dispositif d'annonce en cancérologie, décompensation acidocétosique, dispositifs d'appui à la coordination, dermatite atopique de contact
- DAD : dommage alvéolaire diffus
- DADA2 : déficit en adénosine-désaminase 2
- DAE : défibrillateur automatique externe
- DAI : défibrillateur automatique implantable
- DAL : dispositif d'aide à l'allaitement
- DALA : déficit androgénique lié à l'âge
- DAM : dysfonction de l'appareil manducateur
- DAMP : damage associated molecular patterns molecules (motif moléculaire associés aux dégâts)
- DAN : diagnostic anténatal, échelle d'évaluation de la douleur aigüe du nouveau-né
- DAo : dissection aortique
- DAPC : dystrophin associated protein complex (complexe protéique associé à la dystrophine)
- DAPT : double antiagrégation plaquettaire (dual antiplatelet therapy)
- DAS : débit d'absorption spécifique ou disease activity score
- DASRI : déchets d'activité de soins à risque infectieux
- DAT : diamètre abdominal transverse
- DAVD : dysplasie arythmogène du ventricule droit
- DB1 ou DBI : diabète de type 1
- DB2 ou DBII : diabète de type 2
- DBAI : dermatose bulleuse auto-immune
- DBP : dysplasie bronchopulmonaire
- DBS : deep brain stimulation (stimulation cérébrale profonde ou thalamique)
- D/C : discontinué
- DC : débit cardiaque, donneur cadavérique, dyskératose congénitale ou muscle digastrique cervical
- DCaT : vaccin combiné contre la diphtérie, de type acellulaire contre la coqueluche et contre le tétanos
- DCB : dégénérescence corticobasale
- DCD : décédé ou décompensation cardiaque droite
- DCI : dénomination commune internationale[5]
- DCNC : douleur chronique non cancéreuse
- DCPC : dilatation des cavités pyélocalicielles[18]
- DCS : dépense courante de santé
- DD : diagnostic différentiel, délivrance dirigée, D-dimère ou décubitus dorsal
- DDAC : donneur décédé après arrêt circulatoire
- DDASS : direction départementale des Affaires sanitaires et sociales
- DDAVP : 1-désamino-8-D-arginine vasopressine (desmopressine)
- DdB ou DDB : dilatation des bronches
- DDC/ddc : des deux côtés ou dopa décarboxylase
- DDCM : date de dernière consultation médicale
- DDM : date des dernières menstruations
- DDR : date des dernières règles
- DDx : diagnostic différentiel
- DE : dysfonction érectile
- DEA : défibrillateur externe automatisé oudysplasie ectodermique anhydrotique
- DEB : dietary electrolyte imbalance, débit énergétique de base
- DEC : déshydratation extracellulaire
- DEG : diminution de l'état général
- DEH : dysplasie ectodermique hypohidrotique
- DEM : débit expiratoire moyen ou dose érythémale minimale
- DEP : débit expiratoire de pointe
- DES : diplôme d'études spécialisées (troisième cycle des études médicales en France) ou diéthylstilbestrol
- DEXA : Dual Energy X-ray Absorptiometry (absorptiométrie biphotonique à rayons X)
- DF : diarrhée fonctionnelle ou dysplasie fibreuse
- DFASM : diplôme de formation approfondie en sciences médicales (4e à 6e années d’études de médecine en France)
- DFG : débit de filtration glomérulaire
- DFGSM : diplôme de formation générale en sciences médicales (2e et 3e années d’études de médecine en France)
- DFSP : dermatofibrosarcome de Darier-Ferrand ou dermatofibrosarcome protubérant
- DFSP-FS : dermatofibrosarcome de Darier-Ferrand ou dermatofibrosarcome protubérant à évolution fibrosarcomateuse
- DFT : démence frontotemporale ou déficit fonctionnel temporaire
- DFTN : défaut de fermeture du tube neuronal (Spina bifida)
- DG : diabète gestationnel
- DGC : diagnostic
- DGCDH : déficit en glutaryl-CoA déshydrogénase (en)
- DGS : direction générale de la santé
- DH : diurèse horaire ou dermatite herpétiforme
- DH+ / dh+ : diarrhée
- DHBNN : dermohypodermite bactérienne non nécrosante (anciennement érysipèle)
- DHE: dihydroergotamine
- DHEA : déhydroépiandrostérone[5]
- DHODH : dihydroorotate déshydrogénase
- DHP : dihydropyrimidine
- DHR : dihydrorhodamine 123 (utilisée dans le diagnostic de la granulomatose septique chronique)
- DHT : dihydrotestostérone
- DIA : défibrillateur interne automatique
- Diag : diagnostic
- DIC : disseminated intravascular coagulation (coagulation intravasculaire disséminée), déficit immunitaire combiné, déshydratation intracellulaire ou dermatite irritante de contact
- DICS : déficit immunitaire combiné sévère
- DICV : déficit immunitaire commun variable[19]
- DID : diabète insulinodépendant
- die : diebus quotidien (médicaments)
- DIM : département d'information médicale ou dérangement intervertébral mineur (synonyme de syndrome de Maigne)
- DIP : déficit immunitaire primitif
- DISA : disseminated autonomy, forme d'hyperthyroïdie[20]
- DIT : diiodotyrosine
- DIU : dispositif intra-utérin
- DJ : tube urétéral en double « J »
- DL : dose létale
- DLC : drainage lymphatique manuel
- DLCO : diffusion libre du CO
- DLFT : dégénérescence lobaire frontotemporale
- DLG : décubitus latéral gauche
- DLI : donor lymphocyte infusion (en) (injection de lymphocytes du donneur), en hématologie
- DLP : dyslipidémie ou produit dose x longueur
- DLQI : Dermatology Life Quality Index
- DLR : douleur
- DM : dextrométhorphane, dérouillage matinal (pour les douleurs inflammatoires), dermatomyosite ou dispositif médical
- DMA : dispositif médical actif
- DMARD : Disease-Modifying AntiRheumatic Drugs
- DMB : dystrophie musculaire de Becker
- DMC : directeur médical de crise
- DMD : dystrophie musculaire de Duchenne, discussion multidisciplinaire
- DMDIV : dispositif médical de diagnostic in vitro
- DME : dose minimale efficace ou dossier médical électronique
- DMEK : descemet membrane endothelial keratoplasty
- DMJ : dermatomyosite juvénile
- DMLA : dégénérescence maculaire liée à l'âge
- DMO : densité minérale osseuse ou dermatomyosite ossifiante
- DMP : dossier médical personnel ou dysmyélopoïèse
- DMPA : acétate de médroxyprogestérone dépôt
- DMPC : dilatation mitrale percutanée
- DMT : dose maximale tolérée, Diméthyltryptamine ou Divalent metal transporter (en)
- DMU : dispositif médical à usage unique
- DMV : défaillance multiviscérale
- DMVB : dystrophie maculaire vitelliforme de Best
- DN : dérivés nitrés
- DNET : dysembryoplastic neuroepithelial tumor (tumeur neuroépithéliale dysembryoplasique (en))
- DNID : diabète non insulinodépendant
- DNN : dépistage néonatal
- DNV : dystonie neurovégétative
- DO : déclaration obligatoire
- DOA : décompensation œdémato-ascitique
- DOCCU : dépistage organisé du cancer du col de l'utérus
- DONEF : dysjonction orbito-naso-ethmoïdo-frontale
- DOP : défaillance ovarienne prématurée
- DOPA : dihydroxyphénylalanine[5]
- DP : dialyse péritonéale
- DPA : dialyse péritonéale automatisée ou date probable d'accouchement[21]
- DPAR : déficit pupillaire afférent relatif
- DPC : duodéno-pancréatectomie céphalique (opération de Whipple), dilatation pyélocalicielle ou développement professionnel continu
- DPCA : dialyse péritonéale continue ambulatoire
- DPE : dénutrition protéinoénergétique ou duodéno-pancréatectomie élargie
- DPI : diagnostic préimplantatoire
- DPIG : dosage pondéral des immunoglobulines[22]
- DPJ : directeur de la protection de la jeunesse
- DPM : développement psychomoteur
- DPN : diagnostic prénatal
- DPN : dyspnée paroxystique nocturne
- DPNI : diagnostic prénatal non invasif
- DPP-4 : dipeptidyl peptidase-4
- DPPNI : décollement prématuré d'un placenta normalement inséré
- DPV: décollement postérieur vitré
- DPX : dual photon X-Ray (ostéodensitométrie)
- DPZ : douleurs post-zostériennes
- DR : dernières règles, décollement de rétine, détresse respiratoire ou docteur
- DRA : détresse respiratoire aigüe
- DRESS (Drug Reaction with Eosinophilia and Systemic Symptoms) : syndrome d'hypersensibilité médicamenteuse
- DRO : dérivé réactif de l'oxygène
- DRP : drainage rhinopharyngé
- DRR : décollement de la rétine rhegmatogène ou Digitally Reconstructed Radiography[23] (images radiologiques digitales reconstruites)
- DRS : douleur rétrosternale
- DRVVT : Dilute Russell's viper venom time (temps de venin vipère Russel dilué : test d'exploration de l'hémostase[24])
- DS : dysfonction sinusale, déviation standard ou détroit supérieur
- DS I / DS II : diabète sucré de type 1 / 2
- DSA : défibrillateur semi-automatique ou donor-specific antibody (en) (anticorps spécifiques du donneur)
- DSAEK : descemet stripping automated endothelial keratoplasty (technique de greffe de cornée endothéliale)
- DSAP : don de sang autologue programmé
- DSC : débit sanguin cérébral
- DSR : débit sanguin rénal
- DSG : dispositif supraglottique
- DSENO : dose sans effet nocif observable
- DSM : déficit sensitivomoteur, Diagnostic and Statistical Manual of Mental Disorder (manuel diagnostique et statistique des troubles mentaux) ou directeur des secours médicaux
- DT : Delirium Tremens ou douleurs thoraciques
- DT1: diabète de type 1
- DT2 : diabète de type 2
- DTA : démence de type Alzheimer, douleur thoracique aigüe ou décès toxique par antalgiques
- DTC : Doppler transcrânien
- DTDVG : diamètre télédiastolique du ventricule gauche
- DTEI : Douleur thoracique d'étiologie inconnue
- DTM : désordres temporomandibulaires
- DTP : vaccin combiné contre la diphtérie, le tétanos et la poliomyélite
- DTPCHib : vaccin combiné contre la diphtérie, le tétanos, la poliomyélite, la coqueluche et Hæmophilus influenza B
- DTS : désorientation temporospatiale
- DTSVG : diamètre télésystolique du ventricule gauche
- DTT : drains transtympaniques
- DU : dose unique
- DUG : diaphragme urogénital
- DUPC : dilatation urétéro-pyélocalicielle
- DV : décubitus ventral
- DVA : donneur vivant apparenté
- DVDA : dysplasie ventriculaire droite arythmogène
- DVE : dérivation ventriculaire externe
- DVI : dispositifs veineux implantables
- DVP : dérivation ventriculo-péritonéale
- DVS : dyssynergies vésicosphinctériennes
- Dx : diagnostic
- DXA : Dual energy X-ray Absorptiometry (absorptiométrie biphotonique aux rayons X)
- DXM : dexaméthasone

- Haut – A
- B
- C
- D
- E
- F
- G
- H
- I
- J
- K
- L
- M
- N
- O
- P
- Q
- R
- S
- T
- U
- V
- W
- X
- Y
- Z

## E
- E : glutamate
- E2 : estradiol
- EA : exacerbation
- EAL : exploration d'une anomalie lipidique
- EAS : épidermolyse aigüe staphylococcique
- EAMPOC : exacerbation aigüe de la maladie pulmonaire obstructive chronique (en France, bronchopneumopathie chronique obstructive)
- EARSS : European Antimicrobial Resistance Surveillance System
- EBA : épidermolyse bulleuse acquise
- EBAL : épidermolyse bulleuse acantholytique létale
- EBD : épidermolyse bulleuse dermolytique
- EBDD : épidermolyse bulleuse dystrophique dominante
- EBDR : épidermolyse bulleuse dystrophique récessive
- EBER : Epstein-Barr Encoded RNA
- EBH : épidermolyse bulleuse héréditaire
- EBJ : épidermolyse bulleuse jonctionnelle
- EBJAP : épidermolyse bulleuse jonctionnelle associée à une atrésie du pylore
- EBJGAB : épidermolyse bulleuse jonctionnelle généralisée atrophique bénigne
- EBLSE : entérobactéries productrices de bêta-lactamases à spectre élargi
- EBNA : Epstein-Barr nuclear antigen (antigène nucléaire d'Epstein-Barr)[5]
- EBO : endobrachyœsophage
- EBUS : échoendoscopie bronchique
- EBV : Epstein-Barr virus (virus d'Epstein-Barr)[5]
- ECA : état confusionnel aigu ou enzyme de conversion de l'angiotensine
- ECBC : examen cytobactériologique des crachats
- ECBU : examen cytobactériologique des urines[5]
- ECG : électrocardiogramme[5]
- ECHO virus : enteric cytopathogenic human orphan virus (virus orphelin humain cytopathogénique entéral ou échovirus)[5]
- ECM : état de conscience minimal
- ECMEs : embrochage centromédullaire élastique stable
- ECMO : extracorporeal membrane oxygenation (oxygénation par membrane extracorporelle)
- ECN : épreuves classantes nationales
- ECOG : échelle de performance
- ECR : essai contrôlé randomisé
- ECT : épaisseur cutanée tricipitale, électrocardiotocographie ou électroconvulsivothérapie
- ECUN : entérocolite ulcéronécrosante
- ECZ : éculizumab
- EDAMI : écho-Doppler artériel des membres inférieurs
- EDAR : écho-Doppler des artères rénales
- EDB : entéroscopie double ballon
- EDC : épisodes dépressifs caractérisés
- EDIN : échelle de douleur et d'inconfort du nouveau-né
- EDM : épisode dépressif majeur
- EDME : état de mal épileptique
- EDN : examen dématérialisé national
- EDRF : Endothelium-derived relaxing factor, facteur relaxant dérivé de l'endothélium
- EdS : épisode de soin
- EDTA : éthylène-diamine-tétraacétique
- EDVMI : écho-Doppler veineux des membres inférieurs
- EE : épreuve d'effort ou échoendoscopie
- EEB : échoendoscopie basse
- EEG : électroencéphalogramme[5]
- EEH : échoendoscopie haute
- EEP : exploration électrophysiologique
- EEPOCS : encéphalopathie épileptique avec pointe ondes continues du sommeil[25]
- EER : épuration extrarénale
- EES : entrainement électrosystolique
- EF : étude de faisabilité
- EFH : exploration fonctionnelle hépatique
- EFM : expérience aux frontières de la mort
- EFR : épreuve fonctionnelle respiratoire[5]
- EFS : établissement français du sang ou épiphysiolyse fémorale supérieure
- EFX : Explorations Fonctionnelles à l’eXercice
- EGFR : Epidermal Growth Factor Receptor
- EGH : ehrlichiose granulocytaire humaine
- EGS : évaluation gériatrique standardisée
- EH : encéphalopathie hépatique, extraction hépatique ou étudiant hospitalier
- EHC : expérience de sortie hors du corps
- EHE : examen histologique extemporané
- EHEC : Escherichia coli entérohémorragique
- EHH : état hyperglycémique hyperosmolaire
- EHNA : encéphalopathie hémorragique nécrosante aigüe
- EHPAD : établissement d'hébergement pour personnes âgées dépendantes
- EI : endocardite infectieuse ou effet indésirable
- EIAS : évènement indésirable associé aux soins ou épine iliaque antérosupérieure
- EIAI : épine illiaque antéro-inférieure
- EIC : espace intercostal
- EIG : espace intercostal gauche ou événement indésirable grave
- EIM : effet indésirable médicamenteux
- EL : ébranlement lombaire
- ELISA : enzyme-linked immunosorbent assay (dosage d'immunoadsorption par enzyme liée)[5]
- ELSA : équipe de liaison et de soins en addictologie
- EM : épisode maniaque ou électro-mécanique
- EMA : état de mal asthmatique ; ehrlichiose monocytique animale
- EMB : éthambutol
- EME : état de mal épileptique ou état de mort encéphalique
- EMEA : équipe mobile pour enfants et adolescents
- EMDR : eye movement desensitization and reprocessing (intégration neuro-émotionnelle par les mouvements oculaires)
- EMG : électromyogramme[5]
- EMH : ehrlichiose monocytique humaine
- EMI : expérience de mort imminente
- EMLA : mélange eutectique d'anesthésiques locaux
- EMN : eaux minérales naturelles
- EMP : examen médical périodique
- EMPP : équipe mobile psychiatrie précarité
- EMSP : équipe mobile en soins palliatifs
- EMTC : état de mal convulsif tonico-clonique
- EMU : examen microscopique des urines
- EN : érythème noueux
- ENL : érythème noueux lépreux
- ENMG : électroneuromyogramme[26]
- ENPI : énurésie nocturne primaire isolée
- EO : étude d'opportunité ou emballage original (le plus petit)[8]
- EOG : électrooculographie
- EOGD : endoscopie œso-gastro-duodénale
- EOH : équipe opérationnelle d'hygiène hospitalière
- EOT : extubation orotrachéale
- EP : embolie pulmonaire, échange plasmatique, épanchement pleural, épithélium pigmentaire ou érythème polymorphe
- EPC : entérobactérie productrice de carbapénémases
- EPEC : E. coli entéropathogène
- EPF : estimation du poids fœtal, érythème pigmenté fixe
- EPI : équipement de protection individuelle
- EPO : érythropoïétine
- EPP : électrophorèse des protéines plasmatiques, éruption papuleuse prurigineuse
- EPR : electronic patient record (dossier patient électronique), état pauci-relationnel, syndrome d’encéphalopathie postérieure réversible (PRES syndrom) ou événement porteur de risque
- EPS : électrophorèse des protéines sériques, examen parasitologique des selles ou examen de prévention en santé[27]
- EPSM : établissement public de santé mentale
- EPU : électrophorèse des protéines urinaires
- EPV : espace périvitellin ou évaluation polygraphique ventilatoire
- ER : endocardite rhumatismale ou échographie rénale
- ERC : essai randomisé contrôlé
- ERCP : endoscopic retrograde cholangiopancreatography (en) (cholangiopancréatographie rétrograde)
- ERG : électrorétinographie ou Enterococcus (faecalis ou faecium) intermédiaire/résistant aux glycopeptides
- ERRSPP : équipe régionale ressources en soins palliatifs pédiatriques
- ERV : entérocoque résistant à la vancomycine
- ES : effets secondaires
- ESA : extrasystole atriale ou équipe spécialisée Alzheimer ou espace sous-arachnoidien
- ESAT : établissement et service d'accompagnement par le travail (avant 2023 : établissement et service d'aide par le travail)
- ESB : encéphalopathie spongiforme bovine ou entérotoxine staphylococcique
- ESM : effet stabilisant de membrane
- ESP : muscles erector spinae (muscles érecteurs du rachis)
- ESPT : état de stress post-traumatique
- ESS : extrasystole supraventriculaire
- ESST : Encéphalopathie subaigüe spongiforme transmissible
- EST : encéphalopathie spongiforme transmissible ou exsanguino-transfusion
- ESV : extrasystole ventriculaire
- ETCAF : ensemble des troubles causés par l'alcoolisation fœtale
- EtCO2 : end tidal CO2 (fraction expirée en CO2)
- ETEC : Escherichia coli entérotoxinogène
- ETF : échographie transfontanellaire
- ETM : exérèse totale du mésorectum
- ETO : échocardiographie transœsophagienne
- ETP : éducation thérapeutique du patient
- ETT : échocardiographie transthoracique
- EU : extrême urgence
- EUDA ː Agence de l'Union européenne sur les drogues
- EV : épidermodysplasie verruciforme
- EVA : évaluation visuelle analogique ou échelle visuelle analogique
- EVC : état végétatif chronique
- EVP : état végétatif persistant

- Haut – A
- B
- C
- D
- E
- F
- G
- H
- I
- J
- K
- L
- M
- N
- O
- P
- Q
- R
- S
- T
- U
- V
- W
- X
- Y
- Z

## F
- FA : fibrillation atriale ou fontanelle antérieure
- FACDD : frissons à claquer des dents
- FAM : foyer d'accueil médicalisé
- FAN : facteur antinucléaire
- FANT : fontanelle antérieure normotendue
- FAP : fibrillation atriale paroxystique, fibres afférentes primaires, fixation aux proteines
- FAST : Focus Abdominal Sonography for Trauma
- FAV : fistule artério-veineuse
- FBM : fièvre boutonneuse méditerranéenne
- FBP : fistule bronchopleurale
- FBSS : failed back surgery syndrome (syndrome du rachis opéré)
- FC : fréquence cardiaque
- FCP : fausse couche précoce
- FCS : fausse couche spontanée
- FCU : frottis cervico-utérin
- FCV : frottis cervicovaginal
- FD : facteur déclenchant
- FdC ou FDC : facteur de croissance
- FDG : fluorodéoxyglucose
- FDH : fibroscopie digestive haute
- FdR ou FDR : facteur de risque
- FdRCV : facteur de risque cardiovasculaire
- FE : fraction d'éjection ou femme enceinte
- FESH : fracture extrémité supérieure humérale
- FESF : fracture de l'extrémité supérieur du fémur
- FEVG, FEVD : fraction d'éjection du ventricule gauche (ou droit)
- FF : facteur favorisant
- FFF : femme, facteur ou phénylalanine
- FFI (FFE) : faisant fonction d'interne (d'externe)
- FFP : fresh frozen plasma (plasma frais congelé) ou filtering facepiece (masque de protection FFP)
- FFR : fractional flow reserve (mesure de la réserve coronaire)
- FGE : frottis goutte épaisse (test diagnostic du paludisme)
- FGF : fibroblast growth factor (facteur de croissance des fibroblastes)
- FH : flèche hépatique
- FHV : fièvre hémorragique virale
- FiO2 : fraction inspirée en oxygène[5]
- FID : fosse iliaque droite
- FIG : fosse iliaque gauche
- FIGURE : facial idiopathic granulomas with regressive evolution
- FIP : Familial Interstitial Pneumonia (pneumonie interstitielle familiale)
- FISH : Fluorescence in situ hybridization
- FIT : fiche d'information thérapeutique
- FIV : fécondation in vitro ou fibrinolyse intraveineuse.
- FIVETE : fécondation in vitro et transfert d'embryon
- FK : fibrose kystique
- FL : fosses lombaires
- FLAIR : Fluid-attenuated inversion recovery (atténuation fluidique par inversion-récupération)
- FLC : facteur de libération de la corticotropine
- FLM : faisceau longitudinal médian
- FLU : fraction libre urinaire
- FMC : formation médicale continue
- FML : fibre musculaire lisse
- FMF: Fièvre méditéraenenne familiale
- FMT : fréquence maximale théorique
- FMTC : familial medullary thyroïd carcinoma (cancer médullaire de la thyroïde familial)
- FN : fosses nasales
- FNAPSY : fédération nationale des associations d'usagers en psychiatrie
- FNH : facteurs naturels d'hydratation
- FNM : fuseau neuromusculaire
- FO : fond d'œil, foramen ovale (trou de Botal) ou foyer occupationnel
- FODMAP : fermentable oligo-, di-, and monosaccharides and polyols
- FOGD : fibroscopie œsogastroduodénale
- FOP : foramen ovale perméable ou fibrodysplasie ossifiante progressive
- FOSO : feuille d'ouverture de salle d'opération
- FPI : fibrose pulmonaire idiopathique
- FPPP : fermeture plan par plan
- FQ : fluroquinolones
- FQAP : fluoroquinolones anti-pneumococciques
- FR : facteur de risque, facteur rhumatoïde, fraction régurgitante, fréquence respiratoire ou fonction rénale
- FRAA : formation réticulée activatrice ascendante
- FRCV : facteur de risque cardiovasculaire
- FSC : formule sanguine complète ou fausse couche spontanée
- FSE : feuille de soins électronique
- FSH : follicle stimulating hormone (hormone folliculo-stimulante)[5]
- FSP : feuille de soins papier
- FSR : flux sanguin rénal
- FST : formation spécialisée transversale
- FT : facteur tissulaire
- FTA : fumée de tabac ambiante
- FTL : fascia thoracolombaire
- FV : fibrillation ventriculaire ou facteur V (de la coagulation)
- FVIII : facteur VIII (de la coagulation)
- FvW : facteur de von Willebrand (ou vWF en anglais)
- Fx : fracture
- FXTAS : Fragile X Tremor Ataxia Syndrome

- Haut – A
- B
- C
- D
- E
- F
- G
- H
- I
- J
- K
- L
- M
- N
- O
- P
- Q
- R
- S
- T
- U
- V
- W
- X
- Y
- Z

## G
- G : guanine, glycine, gauche ou score de Glasgow (par exemple G15 pour un score de Glasgow à 15)
- G-CSF : facteur stimulant les colonies de granulocytes (Granulocyte colony-stimulating factor)
- GxPx : gravida x, para x (où x est un chiffre correspondant après le « G » au(x) nombre(s) de grossesses, et le « P », le nombre d'accouchement(s) après 24 semaines. G2P2 signifiant par exemple 2 grossesses ayant abouti à 2 accouchements.)
- GABA (gamma-aminobutiric acid) : acide γ-aminobutyrique (ou gamma-aminobutyrique)
- GAFA : glaucome aigu par fermeture de l'angle
- GAJ : glycémie à jeun
- GAMF : guichet d'accès aux médecins de famille
- GB : globule blanc[5]
- GBS : group B streptococcus (streptocoque du groupe B)
- GC : glucocorticoïdes
- GCAO : glaucome chronique à angle ouvert
- GCS : Glasgow coma scale (score de Glasgow)
- GDS : gaz du sang
- GDSA : gaz du sang artériel
- GEA : gastro-entérite aigüe ou Global Evaluation Acne
- GEGC : granulome épithéliogigantocellulaire
- GEI : gastro-entérite infantile
- GEM : glomérulonéphrite extramembraneuse
- GEMSA : Groupes d'étude multicentrique des services d'accueil
- GEPA : granulomatose éosinophilique avec polyangéite
- GEU : grossesse extra-utérine
- GF : growth factor (facteur de croissance)
- GFA : glaucome en fermeture d'angle
- GG : ganglion
- GGT ou γGT : gamma-glutamyltranspeptidase[5]
- GH : growth hormone (hormone somatotrope)[5]
- GH-RH : GH-releasing hormone (hormone activatrice de l'hormone de croissance)[5]
- GHB : gamma-hydroxybutyrate ou acide gamma-hydroxybutyrique (drogue du viol)
- GHM : groupe homogène de malade
- GHR :
- GHS : groupe homogène de séjour
- GHU : groupe hospitalier universitaire
- GI : gastro-intestinal
- GIR : groupe iso ressource
- GIST : tumeur stromale gastro-intestinale
- GIU : grossesse intra-utérine
- GISA : Staphylococcus aureus intermédiaire/résistant aux glycopeptides
- GLI : grossesse de localisation indéterminée
- GM-CSF : facteur stimulant les colonies de granulocytes et de macrophages (granulocyte macrophage colony-stimulating factor)
- GMC : gammapathie monoclonale
- GMF : groupe de médecine familiale
- GMNT : goitre multinodulaire toxique
- GMP : guanosine monophosphate
- GMSI : gammapathie monoclonale de signification indéterminée
- GN : glomérulonéphrite
- GNA : glomérulonéphrite aigüe
- GNAS : Guanine Nucleotide binding protein
- GNEM : glomérulonéphrite extramembraneuse
- GNMP : glomérulonéphrite membranoproliférative
- GNRP : glomérulonéphrite rapidement progressive
- GNV : glaucome néovasculaire
- GO : gynécologie obstétrique
- GOARN : Global Outbreak Alert and Response Network
- GOS : glasgow outcome scale
- GP : glycémie plasmatique
- GPA : granulomatose avec polyangéite ou gestation pour autrui
- GPAO : glaucome primitif à angle ouvert
- GPE : gastrostomie percutanée endoscopique
- GPN : glaucome à pression normale
- GPR : gastrostomie percutanée radiologique[28]
- GPS : gangrène périnéoscrotale
- GR : globule rouge[5]
- GREC : « glace, repos, élévation, contention » (après une entorse de la cheville)
- GRP: Gastrin releasing peptide (bombésine)
- GS : ganglion sentinelle ou Glasgow score
- GSC: granulomatose septique chronique
- GVH : graft versus host (réaction du greffon contre l'hôte)[5]
- GVM : grande valve mitrale
- GVO : garder veine ouverte, gliome des voies optiques
- GVS : grande veine saphène
- Gx : score de Glasgow
- GxPx = gravida x, para x (nombre de grossesses, nombre d’accouchements)

- Haut – A
- B
- C
- D
- E
- F
- G
- H
- I
- J
- K
- L
- M
- N
- O
- P
- Q
- R
- S
- T
- U
- V
- W
- X
- Y
- Z

## H
- H : homme ou histidine
- HAA : hémoculture aéro-anaérobie ou hépatite alcoolique aigüe
- HAD : hospitalisation à domicile ou hypertrophie atriale droite
- HALE : hyperplasie angiolymphoïde avec éosinophilie
- HAP : hydrocarbures aromatiques polycycliques ou hyperaldostéronisme primaire
- HAS : Haute Autorité de santé
- HAT : hystérectomie abdominale totale ou histone acétyltransférase
- HATB : hors antibiothérapie
- HAV : hallucination acousticoverbale ou hyperactivité vésicale
- Hb : hémoglobine[5]
- HbA1C : hémoglobine glyquée[5]
- HBAG : hémibloc antérieur gauche
- HbO2 : oxyhémoglobine[5]
- HBOT : hyperbaric Oxygen Therapy (médecine hyperbare)
- HBP : hypertrophie bénigne de la prostate
- HBPM : héparine de bas poids moléculaire[5]
- HBPG : hémibloc postérieur gauche
- HC : hémoculture, hypochondre, hospitalisation complète, hydrocortisone ou hypercalorique
- HCD : hypochondre droit
- HCG : human chorionic gonadotropin (hormone gonadotrophine chorionique)[5] ou hypochondre gauche
- HCH : hypercholestérolémie
- HCP : hydrocéphalie ou hémangiomatose capillaire pulmonaire
- HCS : hyperplasie congénitale des surrénales
- HCSP : haut conseil de la santé publique
- HCT : hématocrite ou hydrochlorothiazide
- HCQ : hydroxychloroquine
- HD : hernie discale, hémorragie digestive, hémorragie de la délivrance, hippocratisme digital ou hémodialyse
- HDF : hémodiafiltration
- HDH : histoire de l'hospitalisation ou hémorragie digestive haute
- HDJ : hôpital de jour
- HDL : high density lipoprotein (lipoprotéine de haute densité)[5]
- HdM ou HDLM : histoire de la maladie
- HDT : hospitalisation à la demande d'un tiers
- HE : hyperéosinophilie, huile essentielle ou coloration à l'hématoxyline et à l'éosine
- HEC : hyperhydratation extra-cellulaire
- HED : hématome extradural ou hématome épidural
- HELLP : hemolysis, elevated liver enzymes, low platelets (syndrome d'hémolyse-hépatocytolyse-thrombopénie)[5]
- HER2 : Human Epidermal Growth Factor Receptor-2
- HES : coloration à l'hématoxyline, éosine et safran
- HEVIL : hamartome épidermique verruqueux inflammatoire linéaire
- HFNC : High Flow Nasal Cannula (Oxygénothérapie nasale à haut débit ou optiflow)
- HGE : hépatogastroentérologie
- HGPO : hyperglycémie provoquée par voie orale
- HGPRT : hypoxanthine-guanine phosphoribosyltransférase
- HGT : hémoglucotest
- HH : histoire de l'hospitalisation ou hémorragie
- HHA : hypogonadisme hypogonadotrophique acquis
- HHO : hypothalamo-hypophyso-ovarien
- HHV : human herpesvirus
- HIA : hémorragie intra-alvéolaire ou hôpital d'instruction des armées
- HIB : Haemophilus influenzae type B ou hernie inguinale bilatérale
- HIC : hypertension intracrânienne
- HIDA : Hepatobiliary iminodiacetic acid (en) (scintigraphie hépatobiliaire avec acide iminodiacétique)
- HIP : hémorragie intraparenchymateuse
- HIS : hybridation in situ
- HIV : human immunodeficiency virus (virus de l'immunodéficience humaine) ou hémorragie intravitréenne
- HJ : hôpital de jour
- HK : hypokinésie (maladie cardiaque)
- HLA : human leucocyte antigen (antigène de leucocyte humain)[5]
- HLC : hyperleucocytose
- HLH : hémianopsie latérale homonyme
- HLM : hématies et leucocytes par minute ou hyperlipidémie mixte
- HLNS : histaminolibération non spécifique
- HLPNN : hyperleucocytose à polynucléaires neutrophiles
- HM : hôpital militaire
- HMA : histoire de la maladie actuelle
- HMCU : hypermobilité cervico-urétrale
- HMG : hépatomégalie
- HMR : hématurie macroscopique récidivante
- HMU : hypermobilité urétrale
- HNF : héparine non fractionnée ou hyperplasie nodulaire focale
- HNPCC : hereditary non-polyposis colorectal cancer (cancer colorectal héréditaire sans polypose)
- HO : hospitalisation d'office, hospitalisé ou hypotension orthostatique
- Ho : homozygote
- HP : hyperprotidique, Helicobacter pylori, hypophyse ou hôpital psychiatrique
- HPA : human platelet antigen
- HPE : holoprosencéphalie
- HPL : hormone lactogène placentaire
- HpM : hépatomégalie
- HpMg : hépatomégalie
- HPN : hydrocéphalie à pression normale ou hémoglobinurie paroxystique nocturne
- HPP : hypertension pulmonaire primitive (renommée en HTAP) ou hémorragie du post-partum
- HPRIM : Harmoniser et promouvoir l'informatique médicale
- HPT : hyperparathyroïdie primitive
- HPV : human papillomavirus (papillomavirus humain)[5]
- HRA : hyperréflexion autonome
- HRB : hyperréactivité bronchique
- HRP : hématomes rétropéritonéaux ou hématome rétroplacentaire
- HRS : hyperréflexie sympathique
- HRT : hystérectomie radicale totale
- HS : hypersensibilité ou hora somni (avant le coucher)
- HSA : hémorragie sous-arachnoïdienne ou halte soins addictions[29]
- HSC : hypersensibilité sinocarotidienne ; hystéroscopie
- HSC-CB : hystéroscopie et curage biopsique
- HSCF : hématome sous-capsulaire du foie[30]
- HSD : hématome sous-dural
- HSDC : hématome sous-dural chronique
- HSDE : hypersomnolence diurne excessive
- HSF : hyalinose segmentaire et focale
- HSG : hystérosalpingographie
- HSH : homme ayant des rapports sexuels avec des hommes
- HSHC : hémisuccinate d'hydrocortisone
- HSI : hétérosondages intermittents
- HSM / HSMG : hépatosplénomégalie
- HSV : herpes simplex virus
- Ht : hématocrite ou hypothalamus
- HTA : hypertension artérielle
- hTAO : hypotension orthostatique
- HTAP : hypertension artérielle pulmonaire
- HTC : hématocrite
- HTG : hypertriglycéridémie
- HTHP : hypothalamus-hypophyse
- HTIC : hypertension intracrânienne
- HTIO : hypertension intraoculaire
- HTLV : Human T-lymphotropic virus (virus T-lymphotrope humain)[5]
- HTO : hypertension oculaire ou hypotension orthostatique
- HTP : hypertension portale ou hypertension pulmonaire
- HTS : hormonothérapie substitutive
- HU : hématurie ou hauteur utérine
- HVD/HVDt : hypertrophie ventriculaire droite
- HVE : hyperventilation excessive
- HVG : hypertrophie ventriculaire gauche
- HVS : hypervascularisation artérielle systémique (pneumologie)
- HX : histoire du patient
- Hz : hétérozygote

- Haut – A
- B
- C
- D
- E
- F
- G
- H
- I
- J
- K
- L
- M
- N
- O
- P
- Q
- R
- S
- T
- U
- V
- W
- X
- Y
- Z

## I
- I : inosine ou isoleucine
- IA : insuffisance aortique (voir aussi valvulopathie cardiaque) ou intra-artériel
- IAA : intoxication alcoolique aigüe
- IAC : insémination artificielle avec sperme du conjoint[31]
- IAD : insémination artificielle avec don de sperme
- IADE : infirmier(-ière) d'anesthésie diplômé(e) d'État
- IADL : instrumental activities of daily living (activités instrumentales de la vie quotidienne)
- IAH : index d'apnée-hypopnée[32], insuffisance antéhypophysaire
- IAM : interaction médicamenteuse ou ischémie aigüe de membre
- IAMI : insuffisance artérielle du membre inférieur
- IAO : infirmier d'accueil et orientation (aux urgences) ou insuffisance aortique
- IAP : infiltration articulaire postérieure
- IAS : infection associée aux soins
- IAT : ischémie aigüe transitoire
- IBI : infection bactérienne invasive
- IBODE : infirmier de bloc opératoire diplômé d'État
- IBS : infection bactérienne septicémique
- IC : insuffisance cardiaque, coronaire ou index cardiaque
- ICa : inhibiteur calcique
- ICALIN : indicateur composite des activités de lutte contre les infections nosocomiales
- ICANS : Immune Effector Cell-Associated Neurotoxicity Syndrome[33]
- ICATB : indice composite du bon usage des antibiotiques
- ICD : insensibilité congénitale à la douleur, insuffisance cardiaque droite ou International classification of diseases (Classification internationale des maladies – CIM)
- ICG : insuffisance cardiaque gauche ou indocyanine green (vert d'indocyanine)
- ICM : Institut du cerveau et de la moelle épinière
- ICP : intervention coronarienne percutanée ou implant de chambre postérieur
- ICR : ischémie cérébrale retardée
- ICSA : insuffisance corticosurrénale aigüe
- ICT : ischémie cérébrale transitoire ou index cardiothoracique
- ID : (in diem) pendant la journée (administration de médicament), intubation difficile, injection intradermique ou immunodépression
- IDD: inhibiteur de la Dopa décarboxylase
- IDE : infirmier diplômé d'État
- IDG : infirmier de garde ou interne de garde
- IDL : intemediate-density lipoproteins
- IDM : infarctus du myocarde
- IDN : idées noires
- IDR : intradermoréaction[5]
- IDS : idées suicidaires
- IDV : indinavir
- IEA : intoxication ethylique aigüe
- IEC : inhibiteur de l'enzyme de conversion[5]
- IECA : inhibiteur de l'enzyme de conversion de l'angiotensine
- IEM : institut d'éducation motrice
- IEPP : immunoélectrophorèse des protéines plasmatiques
- IEPS : immunoélectrophorèse des protides sanguins
- IEPU : immunoélectrophorèse des urines
- IET : intubation endotrachéale
- IFAS : institut de formation d'aides-soignants
- IFD : immunofluorescence directe
- IFF : insomnie fatale familiale
- IFI : immunofluorescence indirecte
- IFMK : institut de formation en masso-kinésithérapie
- IFM : immunisation fœto-maternelle
- IFSI : institut de formation en soins infirmiers
- IFT : impotence fonctionnelle totale
- IG : Indice glycémique
- Ig : immunoglobuline[5]
- IGF : insulin-like growth factor (somatomédine)[5]
- IGH : infection génitale haute
- IH: insuffisance hépatique
- IHA : inhibition de l’hémagglutination
- IHC : insuffisance hépatocellulaire, immunohistochimie
- IHP : interne des hôpitaux de Paris (AIHP : ancien interne des hôpitaux de Paris)
- IIA : invagination intestinale aigüe
- IIU : insémination intra-utérine
- IL : interleukine
- ILA : infection du liquide d'ascite
- ILC : cellule lymphoïde innée (innate lymphoid cells) ou infections liées aux cathéters
- IM : insuffisance mitrale, (injection) intramusculaire, infarctus du myocarde ou interactions médicamenteuses
- IMAO : inhibiteur de monoamine oxydase[5]
- IMC : infirmité motrice cérébrale ou indice de masse corporelle
- IME : institut médicoéducatif
- IMF : infection materno-fœtale
- IMG : interruption médicale de grossesse
- IMNQ : infarctus du myocarde sans onde Q
- IMPRO : institut médicoprofessionnel
- IMQ : infarctus du myocarde avec onde Q
- IMS : ischémie myocardique silencieuse
- IMSO: Infarctus du myocarde sans occlusion
- IMT : immunothérapie
- IMV : intoxication médicamenteuse volontaire
- IN : infection nosocomiale
- INBP : infection néonatale bactérienne précoce
- INH : isoniazide
- INM : intervention non médicamenteuse
- INPES : Institut national de prévention et de promotion de la santé
- INR : international normalized ratio (rapport normalisé international)[5]
- InVS : Institut de veille sanitaire
- INZ : isoniazide
- IO : voie intraosseuse, infection opportuniste
- IOA : infection ostéoarticulaire, infirmière organisatrice de l'accueil
- IOP : insuffisance ovarienne prématurée
- IORT : intraoperative radiation therapy (irradiation per-opératoire)
- IOT : intubation orotrachéale
- IP : index de pulsatilité (sonographie Doppler), injection intrapéritonéale, incontinentia pigmenti, information préoccupante (en lien avec les services de l'aide sociale à l'enfance), insuffisance pulmonaire ou indice de Pearl
- IPA : infirmier en pratique avancée diplômé d'État
- IPD : (articulation) interphalangienne distale ou infection du pied diabétique
- IPDE : infirmière puéricultrice diplômée d'état
- IPDE5 : inhibiteur de la phosphodiestérase type 5
- IPe : insuffisance veineuse des perforantes ou insuffisance pancréatique exocrine[34]
- IPEX : immunodysregulation, polyendocrinopathy, and enteropathy, X-linked
- IPI: International Pronostic Index
- IPOA : infection sur prothèse ostéoarticulaire
- IPP : inhibiteur de la pompe à protons ou (articulation) interphalangienne proximale
- IPS : index de pression systolique, infirmier praticien spécialisé ou infection potentiellement sévère
- IPSN : institut pour la protection de la santé naturelle
- IPSPL : infirmier praticien spécialisé en première ligne
- IPSS : International prostate symptom score
- IQSS : indicateur de qualité et sécurité des soins
- IR : injection intrarachidienne, institut de rééducation, insuffisance rénale ou insuffisance respiratoire
- IRA : insuffisance rénale aigüe ou insuffisance respiratoire aigüe
- IRB : infection respiratoire basse
- IRAF : insuffisance rénale aigüe fonctionnelle
- IRC : insuffisance rénale chronique ou insuffisance respiratoire chronique
- IRCT : insuffisance rénale chronique terminale
- IREPS : instance régionale d'éducation et de promotion santé
- IRF : insuffisance rénale fonctionnelle
- IRFSS : institut régional de formation sanitaire et social (IFSI de la croix rouge française )
- IRM : imagerie par résonance magnétique[5]
- IRS : inhibiteur de la recapture de la sérotonine[9] ou intermédiaires, réactives et symétriques (en parlant des pupilles)
- IRSNA : inhibiteur de la recapture de la sérotonine et de la noradrénaline
- IS : immunosuppression ou insuffisance sphinctérienne
- ISA : insuffisance surrénale aigüe
- ISC : insuffisance surrénale chonique
- ISL : insuffisance surrénale lente
- ISLA : infection spontanée du liquide d'ascite
- ISO : infection du site opératoire
- ISR : isochores, symétriques et réactives (pupilles) ou insuffisance surrénalienne
- ISRS (IRSS) : inhibiteur sélectif de la recapture de la sérotonine[9]
- ISS : inégalités sociales de santé
- IST : infection sexuellement transmissible
- IT : insuffisance tricuspide
- ITA : immunothérapie allergénique (désensibilisation)
- ITEP : institut thérapeutique éducatif et pédagogique
- ITG : interruption thérapeutique de grossesse
- ITK : inhibiteur de tyrosine kinase
- ITL : infection tuberculeuse latente
- ITO : induction de tolérance (alimentaire) orale
- ITT : incapacité temporaire totale[5] ou intent to treat (intention de traiter)
- IU : infection urinaire ou incontinence urinaire
- IUA : infection utéro-annexielle
- IUC : ionogramme urée créatinine
- IUTR : incontinence urinaire transitoire et réversible
- IUU : incontinence urinaire par urgenturie
- IV : intraveineuse[5] ou insuffisance veineuse
- IVA : artère interventriculaire antérieure (artère coronaire)
- IVC : insuffisance veineuse chronique
- IVD : insuffisance ventriculaire droite ou intraveineuse directe
- IVG : insuffisance ventriculaire gauche ou interruption volontaire de grossesse
- IVL : intraveineuse lente
- IVM : intubation-ventilation mécanique
- IVMI : insuffisance veineuse des membres inférieurs
- IVP : interventriculaire postérieure (artère coronaire) ou insuffisance veineuse profonde
- IVRS : infection des voies respiratoires supérieures
- IVS : insuffisance veineuse superficielle
- IVSE : intraveineuse avec seringue électrique
- IVT : injection intravitréenne

- Haut – A
- B
- C
- D
- E
- F
- G
- H
- I
- J
- K
- L
- M
- N
- O
- P
- Q
- R
- S
- T
- U
- V
- W
- X
- Y
- Z

## J
- JAK : Janus kinase
- JAKi : JAK inhibitors (inhibiteurs des JAK)
- JDE : jonction dermo-épidermique
- JDM : juvenile dermatomyositis (dermatomyosite juvénile)
- JNM : jonction neuromusculaire
- JOG : jonction œsogastrique
- JPC : jonction pavimentocylindrique (jonction exo-endocol)
- JPDC : jusqu’à preuve du contraire
- JUV : jonction urétéro-vésicale

- Haut – A
- B
- C
- D
- E
- F
- G
- H
- I
- J
- K
- L
- M
- N
- O
- P
- Q
- R
- S
- T
- U
- V
- W
- X
- Y
- Z

## K
- K : cancer, carcinome, lysine, potassium, kaliémie ou dilution korsakovienne
- Ka : kaliémie
- KBP : cancer bronchopulmonaire
- KC : cancer
- KH : kyste hydatique, dans l'hydatidose
- KO : kyste ovarien
- KOA : kyste osseux anévrysmal
- KOD : kyste de l'ovaire droit
- KOG : kyste de l’ovaire gauche
- KP : kyste pilonidal
- KPS : kératite ponctuée superficielle[35]
- KS : kératose séborrhéique
- KSC : kyste sacrococcygien
- KT : cathéter
- KTA : cathéter artériel
- KTC : cathéter central
- KTO : cathéter obturé
- KTPV : cathéter paravertébral

- Haut – A
- B
- C
- D
- E
- F
- G
- H
- I
- J
- K
- L
- M
- N
- O
- P
- Q
- R
- S
- T
- U
- V
- W
- X
- Y
- Z

## L
- L : leucine
- LA : liquide amniotique, leucémie aigüe, liquide d’ascite ou leucoaraïose
- LAC : luxation acromio-claviculaire
- LAD : lésions axonales diffuses
- LADA : latent autoimmune diabetes in the adult (diabète de type 1 lent)
- LAF : lampe à fente
- LAGC : lymphome anaplasique à grandes cellules
- LAL : leucémie aigüe lymphoblastique, lipase acide lysosomale
- LAM : leucémie aigüe myéloblastique ou liquide amniotique méconial
- LAM5 : leucémie aigüe monoblastique (leucémie aigüe myéloblastique de type 5)
- LAP : lésions anopérinéales (notamment lors des MICI), logiciel d'aide à la prescription ou liste des actes et prestations (actes autorisés par le contrôle médical en cas de maladie de longue durée)
- Lasik : laser in situ keratomileusis
- LAST : local anesthesia systemic toxicity (toxicité systémique aux anesthésiques locaux)
- LAT : limitation ou arrêt thérapeutique ou liquide amniotique teinté
- LATA : limitation ou arrêt thérapeutiques actives
- LB : lavement baryté ou lithiase biliaire
- LBA : liquide/lavage bronchoalvéolaire
- LBDGC : lymphome B diffus à grandes cellules
- LBNP : lower body negative pressure (pression négative des membres inférieurs)
- LC : leishmaniose cutanée
- LCA : lecture critique d'article, ligament croisé antérieur ou littoral cell angioma (angiome splénique à cellules littorales)
- LCC : longueur craniocaudale
- LCH : luxation congénitale de hanche
- LCP : ligament croisé postérieur
- LCR : liquide céphalorachidien[5]
- LCS : liquide cérébrospinal
- LDC : levée de corps
- LDGCB : lymphome diffus à grandes cellules B
- LDH : lactate déshydrogénase[5]
- LDL : low density lipoprotein (lipoprotéine de basse densité)[5]
- LEAD : lupus érythémateux aigu disséminé
- LEC : lithotritie extracorporelle
- LED : lupus érythémateux disséminé
- LEI : limitante élastique interne
- LEMP : leucoencéphalopathie multifocale progressive
- LES : lupus érythémateux systémique ou laryngoscopie en suspension (panendoscopie)
- LF : lymphome folliculaire
- LGC : logiciel de gestion de cabinet
- LGL : leucémie à grands lymphocytes granuleux
- LGM : lésions glomérulaires minimes
- LGV : lymphogranulome vénérien
- LH : luteinizing hormone (gonadostimuline)[5] ou lymphome hodgkidien
- LH-RH : luteinizing hormone releasing hormone (gonadolibérine)[5]
- LHSS : lits halte soins santé
- LID : lobe inférieur droit
- LIE : lymphocytose intraépithéliale
- LIEBG : lésion intraépithéliale de bas grade
- LIEHG : lésion intraépithéliale de haut grade
- LIG : lobe inférieur gauche
- LIN : lutte contre les infections nosocomiales
- LISP : lits identifiés soins palliatifs
- LLC : leucémie lymphoïde chronique
- LLP: Ligament Longitudinal Postérieur.
- LMC : leucémie myéloïde chronique
- LMD : lobe moyen droit
- LMG : lobe moyen gauche - NB le lobe moyen gauche n'existe que lorsque le cœur est à droite dans le situs inversus (auquel cas le poumon droit ne comporte que deux lobes).
- LMMC : leucémie myélomonocytaire chronique
- LMMJ : leucémie myélomonocytaire juvénile
- LMNH : lymphome malin non hodgkinien
- LNH : lymphome non hodgkinien
- LP : libération prolongée (médicament)
- LPPR : liste des produits et prestations remboursables
- LPV : leucocidine de Panton-Valentine, leucomalacie périventriculaire
- LR : solution de lactate de Ringer
- LS : (repos ou maintien au) lit strict
- LSD : lobe supérieur droit ou diéthyllysergamide
- LSE : (repos ou maintien au) lit strict élargi
- LSIL : low-grade squamous intraepithelial lesion
- LSG : lobe supérieur gauche
- LSN : limite supérieure de la normale
- LSR : liquide sous-rétininen
- LTC : lymphocyte T cytotoxique
- LV : leishmaniose viscérale
- LVA : libération des voies aériennes
- LVAS : libération des voies aériennes supérieures
- LVO : ligature des varices œsophagiennes

- Haut – A
- B
- C
- D
- E
- F
- G
- H
- I
- J
- K
- L
- M
- N
- O
- P
- Q
- R
- S
- T
- U
- V
- W
- X
- Y
- Z

## M
- M : méthionine, monocyte / macrophage ou maladie
- M+ : malade ou maladie
- MA : maladie d'Alzheimer ou mesures associées
- MAA : maison des ainés et des aidants ou matelas à air
- MAB : maladie affective bipolaire
- MADD : mixed anxiety–depressive disorder (en) ou maintien à domicile difficile
- MAE : médicament anti-épileptique
- MAF : mouvements actifs fœtaux ou maladie des agglutinines froides
- MAG : Myelin-Associated Glycoprotein
- MAI : maladie auto-immune
- MAIA : maison pour l'autonomie et l'intégration des malades d'Alzheimer
- MALT : mucous associated lymphoid tissue (tissu lymphoïde associé aux muqueuses)[5]
- MAO : médecin d'accueil et d'orientation (aux urgences)
- MAP : menace d'accouchement prématuré
- MAPA : monitorage ambulatoire de la pression artérielle
- MAPG : mise à plat - greffe
- MAR : médecin anesthésiste-réanimateur
- MAS : maison d'accueil spécialisé.
- MAT : microangiopathie thrombotique
- MAV : malformation artérioveineuse ou mesure de l'acuité visuelle
- MB : métabolisme basal, maladie de Bowen ou membrane basale
- Mbb : membrane basale
- MBG : membrane basale glomérulaire
- MC : maladie coronarienne, maladie de Crohn ou maladie chonique
- MCA : myélopathie cervicoarthrosique
- MCAS : maladie cardiaque athérosclérotique
- MCE : massage cardiaque externe
- MCJ : maladie de Creutzfeldt-Jakob
- MCO : médecine, chirurgie, gynécologie obstétrique
- MCP : métacarpophalangienne, mélange de concentré plaquettaire ou membrane cofactor protein
- MCS : méningite cérébrospinale
- MCS : mort cardiaque subite ou motor cortex stimulation (stimulation du cortex moteur)
- MCTM : maladie des calcifications tendineuses multiples
- MCU-PH : maitre de conférence universitaire-praticien hospitalier
- MCV : maladie cardiovasculaire
- MD : médecin, du latin medicinae doctor signifiant docteur en médecine
- MDH : maladie de Hodgkin
- MDM ou MdM : Médecins du monde
- MDO : maladie à déclaration obligatoire
- MDPH : maison départementale des personnes handicapées
- MDTP : médicament donnant des torsades de pointes
- MDV : mode de vie
- ME : microscope électronique
- MEC : matrice extracellulaire ou mise en charge
- MEI : moniteur ECG implantable
- MELD : Model for End-Stage Liver Disease
- MEOPA : mélange équimolaire d'oxygène et de protoxyde d'azote
- MET : medical expulsive therapy
- MetHb : méthémoglobine
- MF : médecin de famille ; mouvement fœtal
- MFA : myélite flasque aigüe ou mouvement fœtaux actifs
- MFÉ : monitoring fœtal électronique
- MFK : mastopathie fibrokystique
- MFIU : mort fœtale in utero
- MFM : myofasciite à macrophages
- MFP : myélofibrose primitive
- MG : myélogramme, médecine générale ou médecin généraliste
- MGC : maladie des griffes du chat (bartonellose)
- MGG : coloration de May-Grünwald Giemsa
- MGUS : Monoclonal Gammopathy of Undetermined Significance (gammapathie monoclonale de signification indéterminée)
- MH : motif d’hospitalisation
- MHC : masque à haute concentration (masque d'oxygénothérapie)
- MHD : mesures hygiénodiététiques (ancien terme, remplacé par MTMV)
- MHTA : Maladies Hospitalisations Traitements Allergies
- MI : myocardial infarction (infarctus du myocarde), myélome indolent ou membre inférieur
- MIBG : méta-iodobenzylguanidine (utilisée en scintigraphie)
- MIBI : méthoxy-isobutyl-isonitrile
- MICI : maladies inflammatoires chroniques de l'intestin (comme la maladie de Crohn ou la rectocolite hémorragique)
- MID : membre inférieur droit, matelas immobilisateur à dépression
- MIDD: Monoloclonal Immunolgobulin Deposition Disease (maladie à dépôts d'immunoglobuline monoclonale)
- MIE : maladie infectieuse émergente
- MIF : mesure de l'indépendance fonctionnelle
- MIG : membre inférieur gauche
- MII : maladie inflammatoire de l'intestin
- MILDECA : Mission interministérielle de lutte contre les drogues et les conduites addictives
- MIN : mort inexpliquée du nourrisson
- MINOCA : Myocardial Infarction with Non-Obstructive Coronary Arteries
- MIS : memory impairment screening
- MISP : médecin inspecteur de santé publique
- MIT : monoiodotyrosine
- MIU : mort in utero
- ML : masque laryngé, mélanonychie longitudinale
- MLA : maculopathie liée à l'âge
- MLU : masse latéro-utérine
- MM : mélanome malin ou myélome multiple
- MMH : maladie des membranes hyalines
- MMR : mismatch repair
- mMRC : modified Medical Research Council (échelle d'évaluation des dyspnées)[9]
- MMS : mini-mental state (test de dépistage des troubles cognitifs)
- MNA : mini-nutritional assesment (évaluation de l'état nutritionnel)
- MNI : mononucléose infectieuse[5]
- MO : microscopie optique ou moelle osseuse
- Mô : morphine
- MOCA : Montreal cognitive assessment (outil d’évaluation des fonctions cognitives)
- MODY : maturity onset diabetes of the young
- MOP : Mise en observation protectrice
- MOR : mouvement oculaire rapide (en anglais Rapid Eye Movement - REM)
- MP : maladie professionnelle ou métacarpo-phalangienne (articulation)
- MPA : micropolyangéite
- MPC: Malnutrition Protéino-Calorique
- MPJS : mouvement périodique des jambes durant le sommeil
- MPL-A : monophosphoryl-lipide A (adjuvant stimulant la réponse immunitaire)
- MPOC : maladie pulmonaire obstructive chronique
- MPR : médecine physique et de réadaptation
- MPS : mouvement périodique du sommeil ou mucopolysaccharidose
- MR : marqueur de risque
- MRA : manœuvre de recrutement alvéolaire
- MRC : Medical Research Council ; échelle d'évaluation d'une dyspnée, maladie rénale chronique
- MRKH : syndrome de Mayer-Rokitansky-Küster-Hauser
- MROP : maladie reconnue d'origine professionnelle
- MRSA : methicillin-resistant staphylococcus aureus (staphylococcus aureus résistant à la méticilline)
- MRV : murmure respiratoire vésiculaire
- MS : membre supérieur
- MSD : membre supérieur droit
- MSF : Médecins sans frontières ou mutilation sexuelle féminine
- MSG : membre supérieur gauche
- MSH : melanocyte-stimulating hormone (hormone mélanotrope)
- MSI : microsatellite instability (instabilité des microsatellites)
- MSK : musculosquelettique
- MSM : méthyl-sulfonyl-méthane
- MSN : mort subite du nourrisson
- MSO: médicament de substitution aux opiacés
- MSP : mise en situation professionnelle (études d'infirmier)
- MST : maladie sexuellement transmissible[5]
- MT : médecin traitant
- MTE : maladie thromboembolique ou marge thérapeutique étroite
- MTEV : maladie thromboembolique veineuse
- MTMV : modifications thérapeutiques du mode de vie
- MTP : (articulation) métatarso-phalangienne
- MTS : maladie transmissible sexuellement
- MTX : méthotrexate
- MU : médecin d'urgence
- MV : murmure vésiculaire
- MVAS : maladie vasculaire athérosclérotique
- MVC : maladie veineuse chronique
- MVE : maladie à virus Ebola
- MVK : mévalonate kinase
- MVO : maladie veino-occlusive
- MVS : murmure vésiculaire symétrique ou aide mécanique respiratoire (mechanical ventilatory support)
- MW ou MvW : maladie de Willebrand
- Mx : médication
- MФ : macrophage

- Haut – A
- B
- C
- D
- E
- F
- G
- H
- I
- J
- K
- L
- M
- N
- O
- P
- Q
- R
- S
- T
- U
- V
- W
- X
- Y
- Z

## N
- N : normal ou asparagine
- N+ / n+ : nausée
- Na : natrémie
- NAC : acétylcystéine
- NACO : nouvel anticoagulant oral (synonyme de ACOD (anticoagulant oral direct) et de AOD (anticoagulant oral direct))
- NAD : nombre d'articulations douloureuses ou noradrénaline
- NAG : nombre d'articulations gonflées
- NAPD : non assistance à personne en danger
- NAS : néphroangiosclérose
- NASH : non-alcoholic steatohepatitis (stéatohépatite non alcoolique)
- NAT : nerf auriculo-temporal
- NAV : nœud atrio-ventriculaire
- NC : nerf(s) crânien(s)
- NCA : non classé ailleurs
- NCB : névralgie cervicobrachiale
- NCC : cotransporteur sodium-chlore
- NCM : néphropathie à cylindres myélomateux
- NCT : National Clinical Trial (se réfère au numéro d'enregistrement d'un essai clinique dans la base de données ClinicalTrials.gov)[36]
- NCX: échangeur sodium / calcium
- ND : néphropathie diabétique
- NDS : niveau de soins
- NEDC : nutrition entérale à débit constant
- NEM : néoplasie endocrinienne multiple
- NET : nécrolyse épidermique toxique ou neuroendocrine tumor
- NF : neurofibromatose
- NFS : numération formule sanguine[5]
- NG : néphropathie glomérulaire ou numération glomérulaire
- NGC : noyaux gris centraux
- NGF : nerve growth factor (facteur de croissance nerveuse)
- NGS : next generation sequencing (séquençage de nouvelle génération)
- NHA : niveau hydroaérique
- NHB : nitrobleu de tétrazolium (utilisée dans le diagnostic de la granulomatose septique chronique)
- NIA : néphrite interstitielle aigüe
- NIC : néphropathie interstitielle chronique
- NIHSS : NIH Stroke Scale (score diagnostique et de gravité des accidents vasculaires cérébraux)
- NIIA : néphropathie interstitielle immuno-allergique
- NIS : symport Na/I
- NJO : ne jamais oublier
- NK : natural killer (lymphocyte tueur naturel)[5]
- NL : normal ou neuroleptique
- NLP : neuroleptiques
- NLPC : néphrolithotomie percutanée
- NM : neuromusculaire
- NMDA : acide N-méthyl-D-aspartique
- NMMBC : neuropathie motrice multifocale à blocs de conduction
- NMO : neuromyélite optique
- NN : nouveau-né
- NNN : milieu de Novy-MacNeal-Nicolle (en), milieu biologique permettant la mise en évidence des leishmania
- NO : monoxyde d’azote
- NOIA : neuropathie optique ischémique antérieure
- NOIAA : neuropathie optique ischémique antérieure aigüe
- NORB : névrite optique rétrobulbaire
- NOVI : nombreuses victimes
- NP : neuropscyhologique ou neuropathie périphérique
- NPC : ne pas confondre
- NPO : à jeûn, du latin nil per os signifiant « rien par la bouche » ou ne pas oublier
- NPS : « ne pas substituer », mention sur une ordonnance pour exclure la délivrance d'un produit générique
- NPS : neuropsychomoteur
- NR : non remboursable
- NRS : nourrisson
- NS : normal salin (solution saline isotonique) ou nœud sinusal
- NPT : nutrition parentérale
- NSE : neuron specific enolase (Énolase 2, un marqueur tumoral), niveau socio-économique ou nodule sous-épendymaire
- NSIP: non-specific interstitial pneumonia (pneumonie interstitielle non specifique (en))
- NSU : négligence spatiale unilatérale
- NSTEMI : non ST segment elevation myocardial infarction (infarctus du myocarde sans élévation du segment ST)
- NT-proBNP : Prohormone N-terminale du peptide cérébral natriurétique
- NTA : nécrose tubulaire aigüe
- NTI : néphrite tubulo-interstitielle
- NTIA : néphrite tubulo-interstitielle aigüe
- NV : nausées/vomissements
- NVA : néphropathie vasculaire aigüe
- NVCI : nausées/vomissements chimio-induits
- NVPO : nausées et vomissements périopératoires
- NYHA : classification de la NYHA (New York Heart Association) évaluant la sévérité de l'insuffisance cardiaque[9]

- Haut – A
- B
- C
- D
- E
- F
- G
- H
- I
- J
- K
- L
- M
- N
- O
- P
- Q
- R
- S
- T
- U
- V
- W
- X
- Y
- Z

## O
- O : pyrrolysine
- O2T : oxygénothérapie
- OACR : occlusion de l'artère centrale de la rétine
- OAD : one a day (une fois par jour) ou (artère sur une vue) oblique antérieure droite
- OAF : osteoclast activating factor (facteur d'activation des ostéoclastes)
- OAHP : ostéoarthropathie hypertrophiante pneumique
- OAM : orthèse d'avancement mandibulaire (traitement du SAOS)
- OAP : œdème aigu du poumon[5]
- OAT : oligoasthénotératospermie
- OB : ouverture de bouche
- OBAR : occlusion d’une branche artérielle rétinienne, oblique en bas et en arrière (classification fracture)
- OBACR : occlusion d'une branche de l'artère centrale de la rétine
- OBAV : oblique en bas et en avant (classification fracture)
- OBVR : occlusion d'une branche veineuse rétinienne
- OC : otite choléstéatomateuse
- OCA : occlusion coronaire aiguë
- OCT : optical coherence tomography (tomographie en cohérence optique)
- OCT-A : optical coherence tomography-angiography (tomographie en cohérence optique - angiographie)
- OD : ocula dexter (œil droit), oreillette droite ou orientation diagnostique
- ODF : orthopédie dentofaciale
- ODM : ostéodensitométrie
- OEC : officier d'état civil
- OED : œsophage, estomac, duodénum
- OeE: œsophagite à éosinophiles
- OEDT : Observatoire Européen des Drogues et Toxicomanies
- OG : œil gauche ou oreillette gauche
- OGD : œsogastroduodénoscopie
- OGE : organes génitaux externes (voir appareil reproducteur)
- OH : orifice herniaire ou symbole chimique de l'alcool
- OHB : oxygénothérapie hyperbare
- OHD : oxygénothérapie haut débit
- OIA : occlusion intestinale aigüe
- OIN : ophtalmoplégie internucléaire
- OL I/II : organe lymphoïde primaire/secondaire
- OLD : oxygénation longue durée
- OM : ostéomyélite
- OMA : otite moyenne aigüe
- OMAP : otite moyenne aiguë purulente
- OMC : œdème maculaire cystoïde ou otite moyenne chronique
- OMD : œdème maculaire diabétique
- OMI : œdème des membres inférieurs
- OMPK : syndrome des ovaires polykystiques
- OMS : Organisation mondiale de la santé[5]
- ONA : ostéonécrose aseptique
- ONB : oxygénothérapie normobare
- ONHD : oxygénothérapie nasale à haut débit
- ONIAM : Office national d'indemnisation des accidents médicaux
- ONN : occlusion néonatale
- OP : œstroprogestatif, œdème papillaire ou ostéoporose
- OPG : orthopantomogramme
- OPH : ophtalmologie, œdème pulmonaire hémodynamique ou ostéochondrite primitive de la hanche (aussi appelée Maladie de Legg-Calvé-Perthes)
- OPHA : œdème pulmonaire de haute altitude
- OPN : os propres du nez
- OPP : ordonnance de placement provisoire
- OPS : orange palpebral spots
- OPSI : overwhelming post-splenectomy infection
- OPT : orthopantomogramme
- OPU: chirurgie des oreilles décollées
- ORL : otorhinolaryngologie[5]
- ORN : ostéoradionécrose
- ORS : observatoire régional de santé
- ORSAN : organisation de la réponse du système sanitaire
- ORSEC NOVI : organisation de la réponse de sécurité civile nombreuses victimes
- OS : ocula sinister (œil gauche)
- OSCOUR : organisation de la surveillance coordonnée des urgences
- OSM : otite séromuqueuse
- OTC : over the counter (médicament sans ordonnance)
- OTG : organes tendineux de Golgi
- OU : oculus uterque (les deux yeux)
- OVCR : occlusion de la veine centrale de la rétine
- OVP : obstruction vasculaire pulmonaire
- OX3 : orienté dans les trois sphères

- Haut – A
- B
- C
- D
- E
- F
- G
- H
- I
- J
- K
- L
- M
- N
- O
- P
- Q
- R
- S
- T
- U
- V
- W
- X
- Y
- Z

## P
- p : bras court d'un chromosome (génétique)
- P : proline, parité ou patient
- PA : pression artérielle, personne âgée, pancréatite aigüe, péritonite aigüe, prostatite aigüe, potentiel d'action, principe actif, phosphatases alcalines, paquet-année ou Pseudomonas aeruginosa
- PAA : poliomyélite antérieure aigüe ou passage à l’acte
- PAAAA : passage à l’acte auto-agressif
- PAAHA : passage à l’acte hétéro-agressif
- PAAP : polyneuropathie axonale ascendante progressive
- PAB : préposé aux bénéficiaires
- PAC : praticien associé contractuel, pontage aorto-coronarien, port-à-cath ou pneumopathie aigüe communautaire
- PACAP : pituitary adenylate cycle-activating peptide
- PACC : polyaneuploid cancer cell
- PaCO2 : pression artérielle partielle en dioxyde de carbone[9]
- PACS : picture archiving and communication system
- PAD : pression artérielle diastolique
- PAF : polypose adénomateuse familiale ou platelet activating factor (facteur d'activation plaquettaire)
- PAG : periaqueductal gray (substance grise périaqueducale), péritonite aigüe généralisée ou petit pour l'âge gestationnel
- PAI : projet d'accueil individualisé, porphyrie aiguë intermittente
- PAL : phosphatase alcaline
- PAM : pression artérielle moyenne, polyangéite microscopique, plaque aréolomamelonnaire ou modulation d'impulsions en amplitude
- PAN : périartérite noueuse[5]
- PANIA : pression artérielle non invasive automatisée
- PaO2 : pression artérielle partielle en oxygène[5]
- PAo : pression aortique
- PAPP-A : pregnancy associated plasma protein-A (marqueur sérique utilisé dans le dépistage pré-natal de la trisomie 21)
- PAPO : pression artérielle pulmonaire d'occlusion (= pression capillaire)
- PAR : polyarthrite rhumatoïde (utilisé au Canada français)
- PARC : Pseudomonas aeruginosa intermédiaire/résistant à la ceftazidime
- PAS : pression artérielle systolique
- PAS : Periodic Acid Schiff (coloration utilisée en histologie) ou pression artérielle systolique
- PASA : pôle d'activité de soins adaptés
- PASS : permanences d'accès aux soins de santé ou parcours d’accès spécifique santé
- PASI : psoriasis area severity index
- PAV : pontage artério-veineux
- PAVM : pneumopathie acquise sous ventilation mécanique
- PBCV : paralysie bilatérale des cordes vocales
- PBG : porphobilinogène ou ponction biopsie du greffon
- PBH : ponction biopsie hépatique
- PBJ : protéinurie de Bence-Jones
- PBR : ponction biopsie rénale
- PBRER : Periodic Benefit Risk Evaluation Report
- PBS : péritonite bactérienne spontanée
- PC : périmètre crânien, post cibum (après les repas ou postprandial), perte de connaissance, pancréatite chronique, pronostic, personne de confiance ou protéine C
- PCA : polychondrite chronique atrophiante ou patient-controlled analgesia (analgésie contrôlée par le patient) ou canal artériel persistant
- PCC : pyrophosphate de calcium ou pancréatite chronique calcifiante
- PCE : polyarthrite chronique évolutive
- PCEA : Patient-controlled epidural analgesia
- PCEM : premier cycle des études médicales (remplacé par la PACES et le DFGSM en 2011)
- PCI : prévention contre les infections ou perte de conscience initiale (dans un contexte de traumatisme crânien)
- PCIE : pneumopathie chronique idiopathique à éosinophiles
- PCL : points costaux lombaires
- PCM : pâleur cutanéomuqueuse ou premier contact médical
- PCN : périmètre crânien de naissance
- PCP : pression capillaire pulmonaire
- PCR : polymerase chain-reaction (réaction en chaîne par polymérase)[5] ou ponction céphalorachidienne
- PCSK9 : proprotéine convertase subtilisine/kexine de type 9
- PCT : procalcitonine, pli cutané tricipital
- PCV : paralysie des cordes vocales
- PD : péridurale ou pharmacodynamie
- PDA : préparation des doses à administrer
- PDAI : perineal disease activity index, pemphigus disease activity index
- PDC : perte de connaissance, produit de contraste ou personne de confiance
- PDE : phosphodiestérase
- PDF : produit de dégradation de la fibrine[5]
- PDGF : platelet-derived growth factor (facteur de croissance des plaquettes)[5]
- PDL : produit dose x longueur en radiologie
- PDP : prélèvement distal protégé
- PDS : prise de sang
- PDSA : permanence des soins ambulatoire
- PDSES : permanence des soins en établissement de santé
- PDT : photodynamic therapy (thérapie photodynamique)
- PE : prééclampsie ou porte d'entrée
- PEA : potentiel évoqué auditif, palmitoyléthanolamide ou polyendocrinopathie auto-immune
- PEAG : pustulose exanthématique aigüe généralisée
- PEAI : polyendocrinopathie auto-immune
- PEC : prise en charge
- PED : pays en voie de développement
- PEEP : positive end-expiratory pressure (en anglais) ou PEP (en français)
- PEG : polyéthylène glycol
- PEIC : processus expansif intracrânien
- PEM : potentiels évoqués moteurs
- PEP : pression expiratoire positive (Voir PEEP)
- PEPS : prescription d’exercice physique pour la santé
- PERL : pupilles égales et réactives à la lumière
- PERLA : pupilles et réactives à la lumière ainsi qu'à l'accommodation
- PES : potentiels évoqués somesthésiques
- PESS : panencéphalite sclérosante subaigüe
- PET-scan : positron emission tomography (tomographie par émission de positons)[9]
- PEV : pyélographie endoveineuse ou potentiels évoqués visuels
- PF : paralysie faciale
- PFA : Platelet Function Analyzer
- PFC : plasma frais congelé ou paralysie faciale centrale
- PFE : poids fœtal estimé
- PFG : paralysie faciale gauche
- PFIC : Progressive Intrahepatic Familial Cholestasis (cholestase intrahépatique familale progressive)
- PFLA : pneumonie franche lobaire aigüe
- PFP : paralysie faciale périphérique
- PG : prostaglandine
- PGIC : patient global impression of change
- PH : praticien hospitalier, phéochromocytome ou potentiel hydrogène (pH)
- PHC : psychose hallucinatoire chronique
- PHS : pneumopathie d'hypersensibilité
- PHT : Pressure Half-Time (temps de demi-croissance de l'onde)
- PI : primoinfection
- PIA : Pneumopathie interstitielle aigüe
- PIC : pression intracrânienne ou pneumopathie interstitielle commune
- PICA : posterior inferior cerebellar artery (artère cérébelleuse postéro-inférieure)
- PIEB : Programmed Intermittent Epidural Bolus
- Pic V : pic de vélosité
- PID : pneumopathie interstitielle diffuse
- PIF : Prolactin Inhibitory Factor (dopamine)
- PIH : prescription initiale hospitalière
- PINS : pneumopathie interstitielle non spécifique
- PIO : pression intraoculaire
- PISA : proximal isovelocity surface area
- PIT : poids idéal théorique ou primoinfection tuberculeuse
- PK : pseudokyste ou pharmacocinétique
- PKD ou PKAD : polykystose rénale autosomique dominante (ou ADPKD, autosomal dominant polycystic kidney disease)
- PKE : phacoémulsification
- PKT : périkystectomie (technique chirurgicale pouvant être utilisée pour traiter un kyste hydatique)
- PKU : phénylcétonurie
- PL : ponction lombaire, pityriasis lychénoïde, pertes liquides ou phospholipides ou péroniers latéraux
- PLA : ponction liquide amniotique (amniocentèse)
- PLD : polycystic liver disease (maladie polykystique du foie)
- PLIF : Posterior Lumbar Interbody Fusion (arthrodèse intersomatique lombaire par voie postérieure)
- PLP : protéines de liaison aux pénicillines
- PLS : position latérale de sécurité
- PM : pacemaker (stimulateur cardiaque), périmètre de marche, prémédication, psychomoteur, préparation magistrale, poids moléculaire ou panniculite mésentérique
- PMA : procréation médicalement assistée ou poste médical avancé
- PMB : syndrome pieds-mains-bouche
- PMAD : programme de maintien à domicile ou problème de maintien à domicile
- PMD : psychose maniaco-dépressive (appelée dorénavant trouble bipolaire)
- PMH : préparation magistrale homéopathique
- PMI : Protection maternelle et infantile[5] ou prescription médicamenteuse inappropriée
- PMK : pacemaker (stimulateur cardiaque)
- PMO : prélèvements multi-organes
- PMP : pacemaker permanent
- PMR : polymyalgie rhumatoïde ou personne à mobilité réduite
- PMSA : prescription médicamenteuse chez le sujet âgé
- PMSI : programme de médicalisation des systèmes d'information
- PMT : protéine microsomale de transfert des triglycérides
- PN : polynucléaire, pyélonéphrite ou poids de naissance
- PNA : pyélonéphrite aigüe
- PNB : polynucléaire basophile[5]
- PNC : pénicilline
- PNE : polynucléaire éosinophile[5]
- PNI : pression artérielle non invasive
- PNN : polynucléaire neutrophile[5]
- PNO : pneumothorax
- PNP : pneumopathie, polyneuropathie ou pneumopéritoine
- po ou PO : per os (voie orale)
- POEMS : syndrome associant une polyneuropathie (P), une organomégalie (O), une endocrinopathie (E), une gammapathie monoclonale (M) et des lésions cutanées (S, skin) dans le cadre d'un myélome multiple
- POIC : pseudo-obstruction intestinale chronique
- POC : pneumopathie organisée cryptogénique
- POD : pression auriculaire droite
- POM : paralysie du nerf oculomoteur
- POMI : Prescription Opioid Misuse Index
- POMC : proopiomélanocortine
- POP : pilule œstroprogestative
- PP : pouls périphériques, placenta praevia, pression de perfusion, pression pulsée, pneumopéritoine ou pellagra preventive
- PPAC : programme personnalisé de l'après-cancer
- PPARα : peroxisome proliferator-activated receptor α (récepteur activé par les proliférateurs de peroxysomes)
- PPAV : protection personnelle anti-vectorielle
- PPC : pression de perfusion cérébrale, pression positive continue ou pyrophosphate de calcium
- PPD : Purified Protein Derivative (test Mantoux)
- PPE : prophylaxie post-exposition
- PPO : prélèvement per-opératoire
- PPN : petit poids de naissance ou pemphigus paranéoplasique
- PPR : pseudo-polyarthrite rhizomélique ou photocoagulation panrétinienne
- PPROM : preterm premature rupture of membranes (rupture prématurée des membranes)
- PPRST : poumon, prostate, rein, sein, thyroïde (localisation de cancers ostéophiles)
- PPS : programme personnalisé de soins
- PPSB : Prothrombin-Proconvertin-Stuart factor B (facteur antihémophilique B, une protéine plasmatique)
- PPVG : paroi postérieure du ventricule gauche
- PQ : plaquettes
- PR : prélèvement rectal, premières règles, punch rénal (en), intervalle PR, polyarthrite rhumatoïde (ou PCE), purpura rhumatoïde, phénomène de Raynaud, paralysie récurrentielle, prostatectomie radicale
- PR3 : protéinase 3
- PRADO : programme d'accompagnement du retour à domicile
- PRES : posterior reversible encephalopathy syndrome (en) (syndrome d’encéphalopathie postérieure réversible)
- PRI : protéines de la réaction inflammatoire
- PRIS : propofol related infusion syndrom
- PRL : prolactine
- PRN : pro re nata (en) (« au besoin ») ou polyradiculonévrite
- PRO : patient reported outcome
- PrP : prion protein
- PRG : pityriasis rosé de Gibert
- PRV : point de regroupement des victimes
- PS : pertes sanguines ou premier secours
- PSA : prostatic specific antigen (antigène prostatique spécifique)[5], plaque simple de l'abdomen (voir radiographie), pseudarthrose, parti sans attendre, périmétrie statique automatisée ou pression sanguine artérielle
- PSDP : pneumocoque de sensibilité diminuée à la pénicilline
- PSE : pousse-seringue électrique
- PSF : pleurésie sérofibrineuse
- PSH : périarthrite scapulohumérale
- PSL : produit sanguin labile
- PSP : paralysie supranucléaire progressive, pneumothorax spontané primaire
- PSS : pneumothorax spontané secondaire
- PTAI : purpura thrombopénique auto-immun
- PTC : post-tetanic count
- PTD : pression télédiastolique, photothérapie dynamique
- PTE : prothèse totale de l'épaule ou plateau tibial externe
- PTG : prothèse totale de genou
- PTH : parathyroïd hormone (parathormone) ou prothèse totale de hanche
- PTHrp : parathyroïd hormone related peptide
- PTHS : syndrome de Pitt Hopkins[37]
- PTI : purpura thrombopénique immunologique
- PTLD : Post-Transplant Lymphoproliferative Disease[38]
- PTSD : post-traumatic stress disorder (syndrome de stress post-traumatique)
- PTT : purpura thrombotique thrombocytopénique
- PTU : propylthiouracile
- PTV : potentiels tardifs ventriculaires
- PTVG : pression télédiastolique du ventricule gauche
- PTX : pneumothorax
- PU : professeur universitaire ou protéinurie
- PUCV : paralysie unilatérale des cordes vocales
- PUI : pharmacie à usage intérieur
- PU-PH : professeur des universités – praticien hospitalier
- PV : prélèvement vaginal ; polyglobulie de Vaquez ou pharmacovigilance
- PVC : pression veineuse centrale ou ponction des villosités choriales
- PVE : paludisme viscéral évolutif
- PVM : petite valve mitrale ou prolapsus valvulaire mitral
- PVVIH : personne vivant avec le VIH ou perdu de vue-VIH
- PXE : pseudoxanthome élastique[39]

- Haut – A
- B
- C
- D
- E
- F
- G
- H
- I
- J
- K
- L
- M
- N
- O
- P
- Q
- R
- S
- T
- U
- V
- W
- X
- Y
- Z

## Q
- q : bras long d'un chromosome
- Q : glutamine
- Q-AAP : questionnaire sur l'aptitude à l'activité physique
- Qc : débit cardiaque
- QD : quaque die (chaque jour, pour une prise de médicament)
- QdV : qualité de vie
- QI : quotient intellectuel[5] ou question isolée (docimologie des EDN)
- QID : quatro in die (quatre fois par jour)
- QR : quotient respiratoire
- QRS : complexe QRS[5]
- QS : question spécifique (abréviation fréquemment utilisée dans les livres de préparation à l'ECN) ou Quantum satis (équivalent international de QSP)
- QSOFA : Quick Sepsis-related Organ Failure Assessment
- QSP : quantité suffisante pour[5]
- QT : segment QT[5]

- Haut – A
- B
- C
- D
- E
- F
- G
- H
- I
- J
- K
- L
- M
- N
- O
- P
- Q
- R
- S
- T
- U
- V
- W
- X
- Y
- Z

## R
- R : arginine ou résistant (à un antibiotique)
- RA : rétrécissement aortique, rachianesthésie, réserves alcalines (HCO3-), rebond d'adiposité, rein artificiel ou récepteur des androgènes
- RAA : rhumatisme articulaire aigu
- RAAC : réhabilitation améliorée après chirurgie
- RAC : rétrécissement aortique calcifié
- RACH : récepteur d'acétylcholine
- RACS : retour à une activité circulatoire spontanée
- RAD : retour à domicile
- RAI : recherche d'anticorps irréguliers
- RAISIN : réseau d’alerte, d’investigation et de surveillance des infections nosocomiales
- RAM : rupture artificielle des membranes ou rééducation à la marche (médecine physique et de réadaptation)
- RAo : rétrécissement aortique
- RAP : résistance artérielle pulmonaire
- RAP : retinal angiomatous proliferation ou néovaisseaux de type III ou anastomoses rétinochoroïdiennes des formes néovasculaires de la DMLA[40]
- RAST : radioallergosorbant test (dosage radio immunologique des IgE spécifiques d’un allergène)[5]
- RAT : retour au travail
- RAU : rétention aigüe d'urine
- RB : rétinopathie diabétique
- RBF : régulier bien frappé (en parlant du pouls)
- RBNP : rétinopathie diabétique non proliférante
- RBP : rétinopathie diabétique proliférante ou recommandations de bonne pratique
- RBPP : rétinopathie diabétique préproliférante
- RC : rétablissement de la continuité ou rémission complète
- RCA : réflexe cutané abdominal
- RCC : radiochimiothérapie concomitante
- RCF : rythme cardiaque fœtal ou recommandations par consensus formalisé
- RCH : rectocolite hémorragique
- RCIU : retard de croissance intra-utérin
- RCM : rubéole congénitale malformative
- RCMD : refractory cytopenia with multilineage dysplasia (cytopénie réfractaire avec dysplasie multilignée), un type de syndrome myélodysplasique
- RCP : résumé des caractéristiques du produit, réanimation cardiopulmonaire, réunion de concertation pluridisciplinaire, responsabilité civile et professionnelle ou réflexe cutané plantaire
- RCR : réanimation cardiorespiratoire, reconstitution coronoradiculaire ou rythme cardiaque régulier
- RCT : randomized controlled trial (essai randomisé contrôlé) ou radiochimiothérapie
- RCUH : rectocolite ulcérohémorragique
- RD : rétinopathie diabétique
- RDF : rhume des foins
- RDNP : rétinopathie diabétique non proliférante
- RDP : rétinopathie diabétique proliférante
- RDPM : retard du développement psychomoteur
- RDS : revue des systèmes ou résection en dôme saillant
- Remera : Registre des malformations en Rhône-Alpes
- REV : résection endoscopique de vessie
- REVAV : réseau des victimes d'accidents vaccinaux
- RFNH : réaction fébrile non hémolytique
- RFNL : retina nerve fiber layer (fibres nerveuses rétiniennes péripapillaires)
- RGO : reflux gastro-œsophagien
- Rh : rhésus[5]
- RH : restriction hydrique, récepteur hormonal ou remaniement hémorragique
- RHD : règles hygiénodiététiques
- RHI : réaction d'hypersensibilité immédiate
- RHJ : reflux hépato-jugulaire
- RHS : rétention hydrosodée
- RIC : rhumatismes chroniques inflammatoires
- RIN : réentrée intranodale
- RIPH : recherche impliquant la personne humaine
- RIVA : rythme idioventriculaire accéléré
- RM : rétrécissement mitral
- RMM : revue de mortalité et de morbidité
- RMN : résonance magnétique nucléaire[5]
- RMO : référence médicale opposable
- RMP : rifampicine
- RMS : réaction médicamenteuse secondaire
- RN : réveil nocturne
- RNP : référence nutritionnelle de population
- R/O : rule out (à éliminer)
- RO : réocclusion
- ROC : réflexe d'orientation conditionné ou Receiver Operating Characteristic
- ROFI : réduction ouverte avec fixation interne
- ROH : alcool
- RoP : retinopathy of prematurity (rétinopathie du prématuré)
- ROR : rougeole-oreillons-rubéole
- RoRx : radiothérapie
- ROS : reactive oxygen species (dérivé réactif de l'oxygène)
- ROT : réflexe ostéotendineux
- RP : radiographie pulmonaire
- RPA : respiration paradoxale abdominale
- RPC : recommandations pour la pratique clinique, rachi-péridurale combinée
- RPCA : résistance à la protéine C activée
- RPD: rétinopathie diabétique
- RPM : rupture prématurée des membranes, réflexe photomoteur, retard psychomoteur, ralentissement psychomoteur ou résidu post-mictionnel
- RPR : rapid plasma reagin
- RPS : muscle releveur (élévateur) de la paupière supérieure
- RPT : résistance pulmonaire totale
- RPTG : reprise de prothèse totale du genou
- RPTH : reprise de prothèse totale de hanche
- RQTH : reconnaissance de la qualité de travailleur handicapé
- RR : risque relatif
- RRS : rythme régulier sinusal ou résumé de sortie standardisé
- RS : rythme sinusal ou rapport sexuel
- RS3PE : remitting seronegative symmetrical synovitis with pitting edema
- RSA : résumé de sortie anonyme
- RSG: régime sans gluten
- RSI : règlement Sanitaire International
- RSN : rythme sinusal normal
- RSOSi : recherche de sang occulte dans les selles
- RSP : retard staturopondéral
- RSS : régime sans sel ou résumé standardisé de sortie
- RT : reverse transcription (transcription inverse), radiothérapie ou radiographie thoracique
- RTA : rupture traumatique de l'aorte
- RTB : rupture trachéobronchique
- rT3 : reverse triiodothyronine (3,3',5'-Triiodothyronine)
- rTMS : stimulation magnétique transcrânienne
- rTPA : activateur tissulaire du plasminogène (t-PA)
- RTU : recommandations temporaires d'utilisation
- RTUP : résection transurétrale de prostate
- RTUTV : résection transurétrale de tumeur vésicale
- RTUV : résection transurétrale de vessie
- RU : révision utérine
- RUM : résumé d'unité médicale
- RV : remplissage vasculaire
- RVA : remplacement de valve aortique, rétention vésicale aigüe, résistance des voies aériennes supérieures ou rétrécissement valvulaire aortique
- RVG : (artère) rétroventriculaire gauche
- RVM : remplacement valvulaire mitral
- RVO : rupture des varices œsophagiennes ou réflexe vestibulo-oculaire
- RVP : résistance vasculaire pulmonaire
- RVPA : retour veineux pulmonaire anormal
- RVS : résistance vasculaire systémique ou réflexe vestibulo-spinal
- RVU : rachitisme vitamino-résistant ou reflux vésico-urétéral
- Rx ou ℞ : prescription
- RX : radiographie ou rayons X
- RxT : radiographie du thorax
- RYGBP : Bypass gastrique

- Haut – A
- B
- C
- D
- E
- F
- G
- H
- I
- J
- K
- L
- M
- N
- O
- P
- Q
- R
- S
- T
- U
- V
- W
- X
- Y
- Z

## S
- S : sérine ou sensible (à un antibiotique)
- SA : semaines d'aménorrhée, soins ambulatoires ou syndrome d'Asperger
- SAA : protéine sérum amyloïde A
- SAAAIS : services d'aide à l'acquisition de l'autonomie et à l'intégration scolaire
- SABA : short-acting β2-adrenergic receptor agonists (β2 mimétiques à courte durée d'action)
- SACRAL : spinal dysraphism, anogenital, cutaneous, renal and urologic anomalies, associated with an angioma of lumbosacral localization
- SAD : sonde à demeure, soins à domicile ou syndrome anxiodépressif
- SADAM : syndrome algodysfonctionnel de l'appareil manducateur
- SADM : systèmes d'aide à la décision médicale
- SAF : syndrome d'alcoolisation fœtale
- SAFEP : services d'accompagnement familial et d'éducation précoce
- SAG : sous anesthésie générale ou symptômes d'allure grippale
- SAHA séborrhée, acnée, hirsutisme, alopécie androgénétique
- SAHS : syndrome d'apnées/hypopnée du sommeil
- SAHOS : syndrome des apnées et hypopnées obstructives du sommeil
- SAI : Syndrome d'irradiation aiguë ou « sans autre indication »
- SALH : syndrome d'activation histiolymphocytaire
- SAM : syndrome d'activation macrophagique ou mouvement systolique antérieur
- SAMLD : sueurs à mouiller les draps
- SAMSAH : service d'accompagnement médico-social pour adultes handicapés
- SAMU : service d'aide médicale urgente
- SAo : sténose aortique
- SaO2 : saturation artérielle en oxygène
- SAOS : syndrome des apnées obstructives du sommeil
- SAP : protéine sérum amyloïde P ou seringue auto-pousseuse
- SAPL : syndrome des antiphospholipides
- SAR : sténose de l'artère rénale
- SARM : Staphylococcus aureus résistant à la méticilline
- SARV : Staphylococcus aureus résistant à la vancomycine
- SAS : syndrome d'apnées du sommeil ou sténose aortique serrée
- SASM : Staphylococcus aureus sensible à la méticilline
- SAT : sérologie anti-tétanique ou saturation (en O2)
- SAU : service d'accueil des urgences
- SAVS : service d'accompagnement à la vie sociale
- SB : substance blanche
- SBAU : symptômes du bas appareil urinaire
- SBHGA : streptocoque bêta-hémolytique du groupe A
- SBI : syndrome biologique inflammatoire
- SBS : syndrome du bébé secoué
- SBT : surface brûlée totale
- SC : sous-cutanée ou surface corporelle
- SCA : syndrome coronarien aigu
- SCAM : sortie contre avis médical
- SCANST : syndrome coronarien aigu sans sus-décalage du segment ST
- SCAPL : syndrome catastrophique des antiphospholipides[41]
- SCAST+ : syndrome coronarien aigu avec sus-décalage du segment ST
- SCB : surface corporelle brûlée
- SCHV ou SCHAV : syndrome clinique d'hyperactivité vésicale
- SCI : syndrome du côlon irritable ou syndrome cave inférieur
- SCID : severe combined immunodeficiency (déficit immunitaire combiné sévère)
- SCM : (muscle) sterno-cléido-mastoïdien
- SCN : staphylocoque à coagulase négative ou noyau suprachiasmatique
- SCPD : symptômes comportementaux et psychologiques de la démence
- SCS : syndrome cave supérieur ou spinal cord stimulation (stimulation médullaire)
- SD : syndrome, semaine du développement ou sorte définitive
- SdC : suite des couches
- SDD : selective digestive decontamination
- SDE : somnolence diurne excessive
- SDG : signes de gravité
- SDHEA : sulfate de déhydroépiandrostérone (précurseur androgénique dosé en cas d'hyperandrogénisme (SOPK))
- SDL : signe de lutte
- SDMV : syndrome de défaillance multiviscérale
- SDN : salle de naissance
- SDPM : syndrome douloureux post-mastectomie
- SDRA : syndrome de détresse respiratoire aigu (ou « de l'adulte »)[9]
- SDRC : syndrome douloureux régional complexe
- Se : sensibilité
- SE : seringue électrique ou sphinctérotomie endoscopique
- SEES : sonde d'entraînement électrosystolique
- SEGP : syndrome d'excitation génitale persistante
- SEIPA : syndrome d'entérocolite induite par les protéines alimentaires
- SEP : sclérose en plaques
- SERM : modulateurs sélectifs des récepteurs aux estrogènes
- SESSAD : services d'éducation spéciale et de soins à domicile
- SF : sage-femme ou signe fonctionnel
- SFA : souffrance fœtale aigüe
- SFC : syndrome de fatigue chronique
- SFU : signes fonctionnels urinaires
- SG : Score de Glasgow ou substance grise
- SGA : streptocoque du groupe A
- SGB : syndrome de Guillain-Barré ou streptocoque du groupe B
- SGO : surface de l'oreillette (auriculaire) gauche
- SGOT : sérum-glutamyl-oxaloacétate-transférase (ou TGO ou ASAT)[9]
- SGPA : substance grise périacqueducale
- SGS : syndrome de Goujerot-Sjögren
- SGSS : syndrome de Gerstmann-Sträussler-Scheinker
- SGTP : sérum-glutamyl-pyruvate-transaminase (ou TGP ou ALAT)[9]
- SHA : solution hydroalcoolique, syndrome hémorragique alvéolaire
- SHE : syndrome hyperéosinophilique
- SHR : syndrome hépatorénal
- SHU : syndrome hémolytique et urémique ou service hospitalo-universitaire
- SHV : syndrome d'hyperviscosité
- SI : sacro-iliaque ou système immunitaire
- SIADH : syndrome de sécrétion inappropriée d'ADH (hormone anti-diurétique)[9]
- SIAT : service d'information sur les adaptations techniques (de la Ligue Braille)
- SIB : syndrome inflammatoire biologique
- SIC : substance interceullaire
- SID : semel in die (une fois par jour, pour les médicaments) ou sensible, indolore, dépressible (lors de l'examen abdominal)
- SIDA : syndrome d'immunodéficience acquise[5]
- SIH : système d'information hospitalier
- SII : syndrome de l'intestin irritable
- SINTES : système national d'identification des toxiques et substances
- SIO : sphincter inférieur de l'œsophage
- SIR : système d'information de radiologie
- SIRS : syndrome de réponse inflammatoire systémique
- SISU : service d'intervention psychosociale urgente
- SIV : septum interventriculaire
- SJSR : syndrome des jambes sans repos
- SLA : sclérose latérale amyotrophique
- SLD : soins de longue durée
- SLG : syndrome de Lennox-Gastaut
- SLICS : Systemic Lupus International Collaborating Clinícs
- SLP : syndrome lymphoprolifératif
- SM : saignement
- SMA : service médical d'accueil ou sinusite maxillaire
- SMC : splénomégalie myéloïde chronique
- SMD : syndrome myélodysplasique
- SMG : splénomégalie
- SMI : syndrome du mâle irritable
- SMIT : service des maladies infectieuses et tropicales
- SMP : syndrome myéloprolifératif
- SMPR : service médico-psychologique régional
- SMR : service médical rendu, segment mobile rachidien ou Standardized Mortality Ratio
- SMS : sciences médicosociales ou somatostatine
- SMT : stimulation magnétique transcrânienne
- SMUR : service mobile d'urgence et de réanimation
- SMX : sulfaméthoxazole
- SN : syndrome néphrotique ou système nerveux
- SNA : système nerveux autonome
- SNC : système nerveux central
- SNDS : système national des données de santé
- SNG : sonde naso-gastrique
- SNHP : syndrome nerveux des hautes pressions
- SNIIRAM : Système national d'information inter-régimes de l'Assurance maladie
- SNM : syndrome neuroleptique malin
- SNP : soins non programmés ou système nerveux périphérique
- SNS : système nerveux sympathique
- SNV : système nerveux végétatif
- SO : semelles orthopédiques
- SOB : salpingo-ovariectomie bilatérale
- SOC : syndrome otite-conjonctivite
- SOFA : Sepsis-related Organ Failure Assessment
- SOH : syndrome d'obésité et hypoventilation (synonyme de syndrome de Pickwick)[42]
- SOP : soins opératoires ou syndrome ovarien polykystique
- SOPK : syndrome des ovaires polykystiques
- SOR : surface de l'orifice régurgitant
- SOS : stimulation ovarienne simple ou syndrome d’obstruction sinusoïdale ou maladie veino-occlusive ou VOD (maladie du foie)
- Sp : spécificité
- SP : symphyse pubienne, santé publique, soins palliatifs, sapeurs-pompiers ou surdité de perception
- S/P : Status post (état après)
- SPA ou SPAA : spondylarthrite ankylosante
- SPC : sans produit de contraste
- SPCD : symptômes psychologiques et comportementaux des démences
- SPCMD : sédation profonde et continue maintenue jusqu'au décès
- SPDRE : soins psychiatriques à la demande du représentant de l'État
- SPDT : soins psychiatriques à la demande d'un tiers
- SPE : sciatique poplité externe
- SPF : Santé Publique France
- SPHP : syndrome post hallucinatoire persistant
- SPL : soins psychiatriques libres
- SPPI : soins psychiatriques péril imminent
- SPI : sciatique poplité interne
- SPM : syndrome prémenstruel
- SPMG : splénomégalie
- SpO2 : saturation pulsée en oxygène (oxymétrie colorimétrique)
- SPID : syndrome polyalgique idiopathique diffus
- SPP : staphylococcie pleuropulmonaire
- SPSC : soins psychiatriques sans consentement
- SPT : syndrome post-thrombotique
- SPUPD : syndrome polyuropolydipsique
- spz : spermatozoïdes
- SRAA : système rénine-angiotensine-aldostérone ou substance réticulée activatrice ascendante
- SRAS : syndrome respiratoire aigu sévère[5]
- SRIS : syndrome de réponse inflammatoire systémique
- SRO : solutés de réhydratation orale
- SS : souffle systolique ou sécurité sociale
- SSC : stimulation sous-cutanée
- SSE : situation sanitaire exceptionnelle
- SSEFIS : services de soutien à l'éducation familiale et à l'intégration scolaire
- SSI : sérum salé isotonique
- SSIAD : service de soins infirmiers à domicile
- SSM : superflcial spreading melanoma
- SSMG : Société Scientifique de Médecine Générale
- SSNN : syndrome de sevrage néonatal
- SSO : sphincter supérieur de l'œsophage
- SSPI : salle de surveillance postinterventionnelle
- SSPO : salle de surveillance postopératoire
- SSR : soins de suite et de réadaptation
- SSS : sinus sagittal supérieur
- SSSS : staphylococcal scalded skin syndrome
- SSU : sphincter strié urétral
- ST : segment ST à l’ECG
- ST+ : sus-décalage du segment ST
- STA : syndrome thoracique aigu
- STAT : urgence absolue (plus usité au Canada qu'en France, de l'adverbe temporel latin statim "sur-le-champ, immédiatement")
- STEC : shiga toxin-producing Escherichia coli (Escherichia coli productrice de shigatoxines)
- STEMI : ST elevation myocardial infarction (infarctus du myocarde avec sus-décalage du segment ST)
- STIR : Short tau inversion recovery
- Sti VD : stimulation ventriculaire droite programmée
- STOVAS : syndrome de toux d’origine des voies aériennes supérieures
- STP : suivi thérapeutique pharmacologique
- SU : salle d'urgence
- SUD : sonde urinaire à demeure
- SUG : sillon urogénital
- SURSAUD : surveillance sanitaire des urgences et des décès
- scu-PA : single chain urokinase-type plasminogen activator
- SUV : standardized uptake value (valeur de fixation normalisée)
- SV : sonde vésicale ou seuil ventilatoire
- SVCR : syndrome de vasoconstriction cérébrale réversible
- SVP : sténose valvulaire pulmonaire
- SVT: tachycardie supraventriculaire
- SX : symptômes ou signes

- Haut – A
- B
- C
- D
- E
- F
- G
- H
- I
- J
- K
- L
- M
- N
- O
- P
- Q
- R
- S
- T
- U
- V
- W
- X
- Y
- Z

## T
- T : thymine, thréonine, testostérone ou thymus
- T0 : thyronine
- T1 : 3'-Monoiodothyronine
- T2 : 3,3'-Diiodothyronine
- T2A : tarification à l'activité
- T21 : trisomie 21
- T3 : triiodothyronine[5]
- T4 : tétraiodothyronine (thyroxine)[5]
- TA : tension artérielle, tentative d'autolyse, trou anionique, température ambiante ou tissu adipeux
- TAAN : test d'amplification des acides nucléiques (réaction en chaîne par polymérase)
- TAB : test d’aptitude de base
- TABC : tronc artériel brachiocéphalique
- TAC : trouble d'accumulation compulsive[43],[44] ou traitement anticoagulant
- TAC/FA : tachyarythmie complète par fibrillation atriale (= auriculaire)
- TACO : Transfusion associated circulatory overload (en)
- TAF : tachycardie atriale focale
- TAG : trouble anxieux généralisé ou traitement anti-agrégant
- TAH : test d’aptitude haut niveau
- TAP : thoraco-abdomino-pelvien ou trou anionique plasmatique
- TAS : tension artérielle systolique
- TAU : trou anionique urinaire
- TAVI : transcatheter aortic valve implantation (implantation percutanée d'une prothèse valvulaire aortique)
- TB : tuberculose, trouble, tronc basilaire, trouble bipolaire ou trouble borderline
- TBG : thyroxine-binding globulin (Globuline liant la thyroxine)
- TBO : tumeur borderline ovarienne
- TC : traumatisme crânien, tissu conjonctif, test cutané, tachycardie ou tronc cérébral
- TCA : trouble du comportement alimentaire ou temps de céphaline activée[5]
- TCC : traumatisme craniocérébral ou thérapie comportementale et cognitive ou trouble de la conduite et du comportement
- TCCL : traumatisme craniocérébral léger
- TCCNA : traumatisme craniocérébral non accidentel
- TCG : troubles crâniens graves ou tronc coronaire gauche
- TCH : transplantation de cellules souches hématopoïétiques
- TCK : temps de céphaline kaolin[5]
- TCL : tâche café au lait
- TCMH : teneur corpusculaire moyenne en hémoglobine[5]
- TCNA : traumatisme crânien non accidentel
- TCO : thérapie ciblée orale
- TcPO2 : mesure transcutanée de la pression partielle d'oxygène
- TCSP : troubles chroniques du sommeil paradoxal
- TD : troubles digestifs, tube digestif
- TDA : trouble du déficit de l'attention
- TDAH : trouble du déficit de l'attention avec ou sans hyperactivité
- TDC : trouble de la conduction
- tDCS : stimulation transcrânienne à courant direct
- TDD : tableau de description
- TDF : trait de fracture
- TDM : tomodensitométrie[5] (synonyme de scanner)
- TDM6 : test de marche de 6 minutes
- TdP : torsades de pointes
- TDR : test de diagnostic rapide ou troubles du rythme cardiaque
- TE : thrombo-endarteriectomie
- TEA : toux équivalent d’asthme / Thromboendartériectomie
- TEC : transfert d'embryon congelé
- TED : trouble envahissant du développement
- TEG : trouble d'état général
- TEMP : tomographie à émission monophotonique
- TENS : transcutanous electrical nerve stimulation (neurostimulation électrique transcutanée)
- TEP : tomographie par émission de positons[5], tuberculose extra pulmonaire, temps-espace-personne ou thérapie d'exposition prolongée
- TEPG : télengiectasie essentielle progressive généralisée
- TET : tube endotrachéal
- TEVAR : thoracic endovascular aneurysm repair (traitement endovasculaire de l'aorte thoracique)
- TFCC: lésion du ligament triangulaire du carpe (poignet)
- TFI : troubles fonctionnels intestinaux
- TFO : tumeur frontière de l'ovaire
- TFPI : tissue factor pathway inhibitor
- TFT : traumatisme fermé du thorax
- Tg : thyroglobuline
- TG : triglycérides
- TGMH : teneur globulaire moyenne en hémoglobine[5]
- TGNSM : tumeur germinale non séminomateuse
- TGO : transaminase glutamooxaloacétique (ASAT)[5]
- TGP : transaminase glutamopyruvique (ALAT)[5]
- TGV : transposition des gros vaisseaux
- TQ : temps de Quick (test de coagulation lié au taux de prothrombine)
- TH : transplantation hépatique
- THC : tétrahydrocannabinol
- THM : traitement hormonal de la ménopause
- THS : traitement hormono-substitutif
- THU : traitement hypo-uricémiant
- TIAC : toxi-infection alimentaire collective
- TIB : turbinoplastie inférieure bilatérale
- TIC : tension intracrânienne
- TID : ter in die (trois fois par jour)
- TIH : thrombopénie induite à l'héparine
- TIL : Tumor Infiltrating Lymphocytes (lymphocytes infiltrant la tumeur)
- TILE : test itératif de latence à l'endormissement
- TIO : tension intraoculaire
- TIPMP : tumeur intracanalaire papillaire et mucineuse du pancréas
- TIPS : transjugular intrahepatic portosystemic shunt (shunt intrahépatique par voie transjugulaire)
- TIR : trypsine immuno-réactive
- TIU : transfusion intra-utérine
- TIV : thrombolyse intraveineuse
- TJ : turgescence jugulaire, tachycardie jonctionelle
- TLCO : transfer factor for carbon monoxide (capacité de transfert du monoxyde de carbone)
- TM : trou maculaire ou transfusion massive
- TM6 : test de marche des 6 minutes
- TMC : trapézo-métacarpienne (articulation)
- TME : test de maintien à l'éveil (trouble du sommeil) ou excision totale du mésorectum (en)
- TMF : transmission maternofœtale
- TMI : taux de mortalité infantile
- TMP : triméthoprime
- TMS : test de migration survie (des spermatozoïdes) ou trouble musculosquelettique
- TN : taille de naissance
- Tn, TnIc, TnTc : troponine, troponine I cardiaque, troponine T cardiaque
- TNC : trouble neurocognitif
- TNCM : trouble neurocognitif majeur
- TND : testicule non descendu[45]
- TNE : tumeur neuroendocrine
- TNF : tumor necrosis factor (facteur de nécrose tumorale, voir aussi famille du facteur de nécrose tumorale)
- TNG : tube nasogastrique
- TNM : tumor nodes metastasis (classification tumeur-nœuds-métastases[5])
- TNT : test non tréponémique ou trinitrine
- TO : tension oculaire ou tumeur osseuse
- TOC : trouble obsessionnel compulsif
- TOCRI : toux chronique réfractaire ou inexpliquée[46]
- ToF : Train of four (train-de-quatre) ou time of flight
- TOGD : transit œsogastroduodénal
- TOP : trouble oppositionnel avec provocation, temps d'occlusion plaquettaire
- TP : taux de prothrombine[5] ou transplantation ou trouble panique
- t-PA : tissue plasminogen activator (activateur tissulaire du plasminogène)
- TPA : thyroperoxydase
- TPC : test postcoïtal
- TPH : test de provocation à l'héparine (exclure asthme)
- TPHA : treponema pallidum haemagglutination assay (dosage par hémagglutination de Treponema pallidum)[5]
- TPMT : thiopurine méthyltransférase
- TPO : thyroperoxydase ou thrombopoïétine ou test de provocation oral
- TPP : thrombophlébite profonde
- TPS : thrombophlébite superficielle
- TQ : Temps de Quick (test de coagulation lié au taux de prothrombine)
- TR : toucher rectal, transplantation rénale ou trouble du rythme
- TRAK : TSH-Rezeptor-AutoantiKörper (Anticorps anti-récepteur de la TSH)
- TRALI : transfusion related acute lung injury (Œdème pulmonaire lésionnel post-transfusionnel)
- TRAPS : Tumor necrosis factor Receptor Associated Periodic Syndrome
- TRC : temps de recoloration cutanée pour estimer la pression artérielle
- TRH : thyrotropin releasing hormone (hormone thyréotrope)
- TROD: Test rapide d'orientation diagnostique
- TRPS : syndrome trichorhinophalangien[47]
- TS : tentative de suicide (voir tentative d'autolyse, TA), temps de saignement, transfusion sanguine ou travailleur social
- TSA : troncs supra-aortiques, trouble du spectre de l’autisme, trouble spécifique des apprentissages ou trouble stress aigu
- TSH : thyroid stimulating hormone (thyréostimuline)[5]
- TSLO : trouble spécifique du langage oral
- TSO : traitement substitutif aux opiacés
- TSPT : trouble de stress post-traumatique
- TSV : tachycardie supraventriculaire
- TSVP : tachycardie supraventriculaire paroxystique
- TT : test tréponémique, troubles du transit, troubles trophiques ou thyroïdectomie totale
- TTA : tubérosité tibiale antérieure
- TTOF : temps de transit oro-fécal
- TTP : Thrombotic thrombocytopenic purpura (Purpura thrombotique thrombocytopénique)
- TTR : transthyrétine
- TTT ou ttt : traitement
- TUG : Time up and go (test de mesure clinique de locomotion et équilibre)
- TUGT : Time up and go test
- TURP : résection transurétrale de la prostate (pour HBP)
- TUS : troubles liés à l'usage de substances
- Tx : traitement
- TV : tachycardie ventriculaire ou toucher vaginal
- TVBC : tronc veineux brachiocéphalique
- TVC : thrombose veineuse cérébrale, tachycardie ventriculaire catécholergique[48] ou tension veineuse centrale
- TVI : tronc veineux innominé
- TVIM : tumeur vésicale infiltrant le muscle
- TVM : thrombose veineuse musculaire
- TVNIM : tumeur vésicale n'infiltrant pas le muscle
- TVNS : tachycardie ventriculaire non soutenue
- TVO : trouble ventilatoire obstructif
- TVP : thrombose veineuse profonde
- TVPD : thrombose veineuse profonde distale
- TVPP : thrombose veineuse profonde proximale
- TVR : trouble ventilatoire restrictif
- TVS : thrombose veineuse superficielle
- TVT : tension-free vaginal tape[49] (incontinence urinaire)
- Tyr : tyrosine

- Haut – A
- B
- C
- D
- E
- F
- G
- H
- I
- J
- K
- L
- M
- N
- O
- P
- Q
- R
- S
- T
- U
- V
- W
- X
- Y
- Z

## U
- U : uracile ou sélénocystéine
- UA : urgence absolue ou urgences ambulatoires
- UAED : unité d'accueil des enfants en danger
- UAEO : unité d'accueil, d'évaluation et d'orientation
- UAH : unité anti-héparine
- UCC : unité cognitivo-comportementale
- UCNT : undifferentiated carcinoma of nasopharengeal type (carcinome indifférencié de type nasopharyngé)
- UCR : urétrocystographie rétrograde
- UCRM : urétrocystographie rétrograde et mictionnelle
- UCSA : unité de consultation et de soins ambulatoires
- UD : usager de drogue ou ulcère duodénal
- UDI : utilisateur de drogue injectable
- UDIV : utilisateur de drogue intraveineuse
- UF : unité fonctionnelle prescriptrice ou ultrafiltrat
- UFC : unité formant colonie
- UG : ulcère gastrique
- UGD : ulcère gastroduodénal
- UGPL : unit G phospholipid
- UHSA : unité hospitalière spécialement aménagée
- UHCD : unité d'hospitalisation de courte durée
- UHN : urétéro hydronéphrose
- UHR : unité d'hébergement renforcé
- UI : unité internationale[5]
- UIP : usual interstitial pneumonia (pneumonie interstitielle usuelle)
- UIV : urographie intraveineuse[5]
- ULIS : unité localisée pour l'inclusion scolaire
- UMASP : unité mobile d'accompagnement et de soins palliatifs
- UMB : unité mère-bébé
- UME : unité mère-enfant
- UMF : unité de médecine familiale
- UMPL : unit M phospholipdid
- UMS : urate monosodique (goutte)
- UNACS : union nationale des associations citoyennes de santé
- UNAFAM : union nationale des familles et amis des maladies souffrant de troubles psychiatriques
- UNCAM : union nationale des caisses d'assurance maladie
- UNV : unité neurovasculaire
- UNVA : unité neurovasculaire aigu
- UP : unité plaquettaire
- UPA : unité paquet-année
- Upatou : unité de proximité d'accueil, de traitement et d'orientation des urgences
- UPLA : Accompagnement individualisé pour enfants à besoins spécifiques
- UPR : urétéropyélographie rétrograde (en)
- UR : urgence relative
- URFI : unité de réadaptation fonctionnelle intensive
- URS : urétéroscopie
- US : ultrason
- USC : unité de surveillance continue
- USI : unité de soins intensifs
- USIC : unité de soins intensifs cardiologique (ou coronaires)
- USIP : unité de soins intensifs de pneumologie ou unité de soins intensifs de psychiatrie
- USLD : unité de soins de longue durée
- USPA : unité de soins post-anesthésie
- USP : unité de soins palliatifs
- u-PA : urokinase-type plasminogen activator
- UTDL : unité terminale ductolobulaire
- UTRF : unité transitoire de réadaptation fonctionnelle
- UV : ultraviolet ou urographie intraveineuse
- UVBLE : ultraviolets B à spectre étroit
- UVBLS : ultraviolets B à large spectre
- UVD : unité de la voix et de la déglutition
- UVP : unité de vie protégée

- Haut – A
- B
- C
- D
- E
- F
- G
- H
- I
- J
- K
- L
- M
- N
- O
- P
- Q
- R
- S
- T
- U
- V
- W
- X
- Y
- Z

## V
- V : valine
- V+ / v+ : vomissement
- V3 : 3e ventricule
- V4 : 4e ventricule
- VA : végétations adénoïdes, voies aériennes
- VAC : vacuum-assisted closure (thérapie par pression négative ou traitement des plaies par pression négative) ; ventilation assistée contrôlée
- VAD : visite à domicile
- VADS : voies aérodigestives supérieures
- VAS / VAES : voies aériennes supérieures
- VAT : vaccination anti-tétanique
- VB : voie biliaires
- VBEH : voies biliaires extrahépatiques
- VBIH : voies biliaires intrahépatiques
- VBP : voie biliaire principale
- VC : volume courant ou vision des couleurs
- VCA : viral capside antigen (antigène de la capside virale)
- VCE : vidéocapsule endoscopique
- VCI : veine cave inférieure
- VCO2 : débit de CO2 expiré
- VCS : veine cave supérieure
- VD : ventricule droit ou verre dépoli
- Vd : vélocité diastolique (sonographie Doppler) ou volume de dilution
- VDR : vitamin D receptor
- VDRL : veneral disease research laboratory (laboratoire de recherche sur la maladie vénérienne)[5]
- VEGF : vascular endothelial growth factor
- VEMS : volume maximal expiré pendant la première seconde[5]
- VES : volume d'éjection systolique
- VEVG : volume d'éjection du ventricule gauche
- VFA : vertebral fracture assessment (technique d'ostéodensitométrie peu irradiante utilisée pour visualiser les fractures vertébrales)
- VG : ventricule gauche
- VGM : volume globulaire moyen[5]
- VGPR : very good partial response[50]
- VGTD : ventricule gauche télédiastolique
- VH : vessie hyperactive
- VHA : virus de l'hépatite A
- VHB : virus de l'hépatite B
- VHC : virus de l'hépatite C
- VHD : virus de l'hépatite D
- VHE : virus de l'hépatite E
- VHL : von Hippel-Lindau
- VI : ventilation invasive (intubation)
- VIH : virus de l'immunodéficience humaine[5]
- VIN : vulvar intraepithelial neoplasia (en)
- VIP : vasoactive intestinal peptide (peptide vasoactif intestinal)
- VITT : Vaccine-induced immune thrombotic thrombocytopenia (thrombose atypique liée à la vaccination)
- VJE : veine jugulaire externe
- VJI : veine jugulaire interne
- VL : vision de loin, voies lacrymales, ventricules latéraux ou véhicule léger
- VLCT : valeur limite court terme
- VLDL : very low density lipoprotein (lipoprotéine de très basse densité)[5]
- VLE : valeur limite d'exposition
- VLEP : valeur limite d'exposition professionnelle
- VLPO : noyau ventrolatéral préoptique
- VM : valve mitrale ou ventilation mécanique
- VMA : vitesse maximale aérobie
- VMD : ventilation au masque difficile
- VME : valeur moyenne d'exposition
- VMS : vitesse maximale systolique, veine mésentérique supérieure
- VNG : vidéonystagmographie
- VNI : ventilation non invasive
- VNR : valeur nutritionnelle de référence
- VO : varices œsophagiennes (stade I, II ou III)
- VO2max : consommation maximale d'oxygène, exprimée en L/min
- VOD : Veno-occlusive Disease[51]
- VOP : vitesse d'onde de pouls
- VPA : visite pré-anesthésique
- VPH : virus du papillome humain
- VPN : valeur prédictive négative
- VPP : valeur prédictive positive, variation de la pression pulsée
- VPPB : vertige paroxystique positionnel bénin
- VR : volume résiduel, volume régurgité ou valeur de référence
- VRE : volume de réserve expiratoire
- VRI : volume de réserve inspiratoire
- VRS : virus respiratoire syncytial
- VS : vitesse de sédimentation[5] ou vésicule séminale
- VSAI : ventilation spontanée avec aide inspiratoire
- VSAV : véhicule de secours et d'assistance aux victimes (depuis 2022, renommé VSSUAP, véhicule de secours et de soins d'urgence aux personnes)
- VSH : veines sus-hépatiques (ancienne nomenclature anatomique)
- VSL : véhicule sanitaire léger
- VS-PAP : ventilation spontanée en pression aspiration positive (CPAP en anglais)
- VS-PEP : ventilation spontanée avec pression expiratoire positive
- VSSUAP : véhicule de secours et de soins d'urgence aux personnes
- VT : volume tidal (volume courant)
- VTD : volume télédiastolique
- VTI : Velocity-Time Integral (intégrale temps-vitesse du flux aortique)
- VTR : valeur toxicologique de référence
- VTS : volume télésystolique
- VU : voies urinaires
- VUP : valves de l’urètre postérieur
- VV : vibrations vocales
- VVC : voie veineuse centrale
- VVP : voie veineuse périphérique
- VVV : végétaux vivants et variés
- VZV : virus varicelle-zona

- Haut – A
- B
- C
- D
- E
- F
- G
- H
- I
- J
- K
- L
- M
- N
- O
- P
- Q
- R
- S
- T
- U
- V
- W
- X
- Y
- Z

## W
- W : tryptophane
- WASP : Wiskott-Aldrich syndrome protein
- WB : western blot (ou immunotransfert)
- WHIM : warts, hypogammaglobulinemia, lymphedema, dysplasia
- WOMAC : Western Ontario and McMaster Universities Arthritis Index
- WPW : syndrome de Wolff-Parkinson-White

- Haut – A
- B
- C
- D
- E
- F
- G
- H
- I
- J
- K
- L
- M
- N
- O
- P
- Q
- R
- S
- T
- U
- V
- W
- X
- Y
- Z

## X
- XGJ : xanthogranulome juvénile
- XGN : xanthogranulome nécrotique
- Xie : chirurgie
- XLA : (X-linked agammaglobulinemia) agammaglobulinémie liée au sexe
- XO : xanthine oxydase
- XP : xeroderma pigmentosum
- XPID : X-linked autoimmunity, immune dysfunction, diarrhea

- Haut – A
- B
- C
- D
- E
- F
- G
- H
- I
- J
- K
- L
- M
- N
- O
- P
- Q
- R
- S
- T
- U
- V
- W
- X
- Y
- Z

## Y
- Y : tyrosine
- YAG : yttrium aluminium garnet

- Haut – A
- B
- C
- D
- E
- F
- G
- H
- I
- J
- K
- L
- M
- N
- O
- P
- Q
- R
- S
- T
- U
- V
- W
- X
- Y
- Z

## Z
- ZDV : zidovudine
- ZEBRA : ZEB replicating activator
- ZnT8 : zinc transporter 8

- Haut – A
- B
- C
- D
- E
- F
- G
- H
- I
- J
- K
- L
- M
- N
- O
- P
- Q
- R
- S
- T
- U
- V
- W
- X
- Y
- Z